# Lista över mottagare av För tapperhet i fält
Detta är en lista över mottagare av tapperhetsmedaljen För tapperhet i fält (SMtf). Observera att listan är ofullständig, många mottagare saknas.

## UnderGustav III:s ryska krig
Under detta krig utdelades cirka 1 900 medaljer.
Endast silvermedaljer delades ut under detta krig.

### Bohusläns regemente
- Henrik Georg Silfverlood, född 1748-09-25. Volontär vid Bohusläns dragonregemente 1773-05-01. Korpral därstädes samma år 16/6. Fältväbel 1776-09-20. SMtf 1790. Död 1791-03-10 efter hemkomsten från finska kriget 1788–1790, varunder han bland annat var med i det senare sjöslaget vid Svensksund 1790-07-09. Han uppfostrades i Alingsås, där han i skolan inhämtade de nödvändigaste kunskaperna. Lärde sig sedan på kommerserådet Jonas Alströmers inrådan och på hans bekostnad silkesfärgerikonsten med mera, för att biträda vid Alströmers fabriksrörelse och varmed han fortfor tills han 1773 blev militär.[1]

### Jönköpings regemente
- Anders Fredrik Stålhammar, född 1759-11-02 på Norra Rödje i Säby socken, Jönköpings län. Volontär vid Jönköpings regemente 1764-09-18. Sergeant därstädes 1782-06-15. Erhöll SMtf under finska kriget 1788–1790. Fänrik vid nämnda regemente 1792-06-15. Löjtnants avsked 1820-06-24. Död 1828-05-30.

### Livgardet
- Peter von Tholijn, född 1765-01-06 i Varberg. Volontär vid livgardet 1786-08-04. Furir därstädes 1787-01-16. SMtf 1789-10-12. Sergeant vid gardet samma år 20/12. Livdrabant 1790-02-04. Löjtnant i armén 1791-04-14. Vice korpral vid drabanterna 1801-09-06. RSO 1818-05-11. Död ogift 1821-03-07[2]

### Livregementets dragoner
- Axel Christian Roos af Hjelmsäter, född 1767-10-23 i Närke. Antagen i krigstjänst vid arméns flotta 1782-07-09. Korpral vid livregementets dragoner 1785-07-19. SMtf 1791-09-10. Livdrabant 1793-07-03. Avsked 1803-06-14. Vaktmästare vid tullverket i Stockholm. Död barnlös 1839-12-06. Bevistade kommenderad å arméns flotta aktionerna för Fredrikshamn 1790-05-00, i Viborgska viken 1790-07-02 och 1790-07-03 samt vid Svensksund 1790-07-09 och 1790-07-10.[3]

### Savolax fotjägarregemente

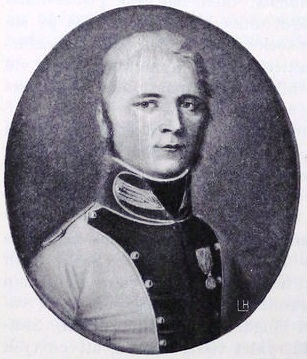
Carl Vilhelm Malm med silvermedalj för tapperhet i fält på bröstet

- Johan Jacob Burman, förare vid Savolax fotjägareregemente, SMtf 1789[4]
- Carl Vilhelm Malm, Savolax fotjägarregemente, för slaget vid Parkumäki, 1789.[5]

### Savolax infanteriregemente
- Carl Gustaf Taube, född 1764-10-26 i Kuhmois socken. Volontär vid Savolax infanteriregemente 1778-09-15. Bevistade finska kriget 1788–1789. SMtf. Förare därst. 1789-05-01. Sergeant 1805-02-11. Bevistade finska kriget 1808–1809. Fanjunkare 1808. Ånyo SMtf. Löjtnants avsked 1810. Immatrikulerad på riddarhuset i Finland 1818-02-05 under nr 60 bland adelsmän. Död 1832-02-17 på Pääkkölä i Pieksämäki socken. Dubbelmedaljerad.[6]

### Södermanlands regemente

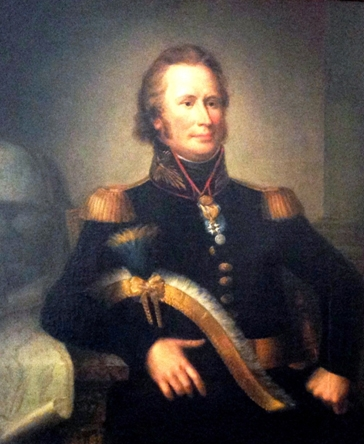
Gustaf Vilhelm af Tibell med Svärdsordens riddartecken samt Silvermedaljen för tapperhet i fält, fäst i knapphålet

- Gustaf Vilhelm Tibell, furir vid Södermanlands regemente. Deltog bland annat i den skarpa träffningen vid Keltis baracker den 20 maj 1790 samt erhöll då SMtf.[7]

### Upplands regemente
- Gustaf Olof Lagerbring, (1769-1847), löjtnant vid Upplands regemente. SMtf 1789 för deltagande i första slaget vid Svensksund.

### Västerbottens regemente
- Lars Larsson Krutrök (1754-1822), indelt soldat i Junosuando, Pajala socken, Västerbottens regemente, premiärmajorens kompani, tilldelades medaljen i silver under ryska kriget[8].
- Adam Mickelsson Björntand, indelt soldat i Pajala, Västerbottens regemente, premiärmajorens kompani[8].
- Samuel Dynitsson Tjäder, indelt soldat i Lovikka, Pajala sn, Västerbottens regemente, premiärmajorens kompani[8].
- Isak Andersson Kyrass, indelt soldat i Kauliranta, Övertorneå sn, Västerbottens regemente, premiärmajorens kompani[8].
- Olof Olofsson Wapen, indelt soldat i Haapakylä, Övertorneå sn, Västerbottens regemente, premiärmajorens kompani[8].
- Henrik Knutsson Stolt, indelt soldat i Armassaari, Övertorneå sn, Västerbottens regemente, premiärmajorens kompani[8].
- Lars Pehrsson Brännare, indelt soldat i Armassaari, Övertorneå sn, Västerbottens regemente, premiärmajorens kompani[8].
- Nils Johansson Styf, indelt soldat i Kukkola, Karl Gustav sn, Västerbottens regemente, premiärmajorens kompani[8].
- Nils Matsson Orre, indelt soldat i Vojakkala, Nedertorneå sn, Västerbottens regemente, premiärmajorens kompani[8].
- Henrik Jönsson Elf, indelt soldat i Vojakkala, Nedertorneå sn, Västerbottens regemente, premiärmajorens kompani[8].
- Johan Henriksson Fluur, indelt soldat i Vojakkala, Nedertorneå sn, Västerbottens regemente, premiärmajorens kompani[8].
- Lars Nilsson Boman, indelt soldat i Kaakamo, Nedertorneå sn, Västerbottens regemente, premiärmajorens kompani[8].
- Abraham Abrahamsson Tjäderhan, indelt soldat i Ruotala, Nedertorneå sn, Västerbottens regemente, premiärmajorens kompani[8].
- Johan Larsson Järnbäck, indelt soldat i Liedakkala, Nedertorneå sn, Västerbottens regemente, premiärmajorens kompani[8].
- Olof Hansson Håhl, indelt soldat i Vuono, Nedertorneå sn, Västerbottens regemente, premiärmajorens kompani[8].
- Johan Johansson Snäll, indelt soldat i Nikkala, Nedertorneå sn, Västerbottens regemente, premiärmajorens kompani[8].
- Anders Östensson Hammare, indelt soldat i Nikkala, Nedertorneå sn, Västerbottens regemente, premiärmajorens kompani[8].
- Lars Söderberg Stridfeldt, korpral i Säivis, Nedertorneå sn, Västerbottens regemente, premiärmajorens kompani[8].
- Per Nilsson Wikblad, indelt soldat i Innervik, Skellefteå sn, Västerbottens regemente, sekondmajorens kompani[8].
- Anders Andersson Braf, indelt soldat i Bergsbyn, Skellefteå sn, Västerbottens regemente, sekondmajorens kompani[8].
- Per Nilsson Wikblad, indelt soldat i Innervik, Skellefteå sn, Västerbottens regemente, sekondmajorens kompani[8].
- Per Stefansson Ryttare, indelt soldat i Falmark, Skellefteå sn, Västerbottens regemente, sekondmajorens kompani[8].
- Per Persson Skilling, indelt soldat i Varuträsk, Skellefteå sn, Västerbottens regemente, sekondmajorens kompani[8].
- Gabriel Christiansson Kågström, indelt soldat i Kågeträsk, Skellefteå sn, Västerbottens regemente, sekondmajorens kompan[8].
- Zacharias Edenqvist: erhöll silvermedalj för tapperhet i fält för Slaget vid Uttismalm, (tilldelad DTs för Slaget vid Hogland)[9]

### Älvsborgs regemente
- Daniel Elias Widbom, Älvsborgs regemente erhöll silvermedalj För tapperhet i fält samt silvermedalj För tapperhet till sjöss under Gustav III:s ryska krig (1788-1790). Erhöll silvermedalj för tapperhet i fält 1806 i Pommern samt en guldmedalj för tapperhet i fält 1807 under utfallet i Stralsund.[10]

## Pommerska kriget 1805–1807

### Guld
- Gustaf Löwenhielm, överste. Erhöll den första medaljen i guld 1806 för en lyckad reträtt vid Schalersee under kriget i Pommern.
- Daniel Elias Widbom, Älvsborgs regemente - erhöll medaljen guld 1807 för utfallet i Stralsund.[10]

### Silver
- Anders Åkerberg, vid armén i Pommern erhöll han medaljen i silver.[11]
- Carl Lindmark, Korpral vid Jägerhornska regementet erhöll han medaljen i silver.[11]
- Martin Christian Julius Plaisant, (1765-1839): Erhöll silvermedalj 1806 för insatser samma år, (tilldelad DTs 1790 för Sjöslaget vid Kronstadt och guldmedalj för tapperhet i fält 1809 för Slaget vid Jutas)[12]
- Jan Åkerstedt, vid armén i Pommern erhöll han medaljen i silver.[11]

## UnderDansk-svenska kriget 1808-1809

### Guld
- Carl Johan Fahnehielm, född 1776-10-21 på Holm i Stora Tuna socken, Kopparbergs län. Volontär vid Dalregementet 1777-05-02 rustmästare vid Dalregementet 1787-06-18. Furir 1787-06-26. Fänrik 1787-10-09. Löjtnant 1802-02-04. GMtf 1808-09-06. Kapten i regementet 1809-06-29. Stabskapten 1812-02-04. RSO 1817-01-28. Major 1823-07-04. Avsked 1836-01-23. CXIV Joh:s medalj. Död 1857-06-17 i Falun. Han bevistade fälttågen mot Norge 1808–1809 och 1813–1814.[13]

### Silver
- Gustaf Adolf Skröder, Löjtnant vid Wermlands regemente, deltog bland annat i aktionerna vid Lier, Manovsbro och Mobekk, fick 1809 där medalj i silver för tapperhet i fält.[14]

## UnderFinska kriget1808-1809

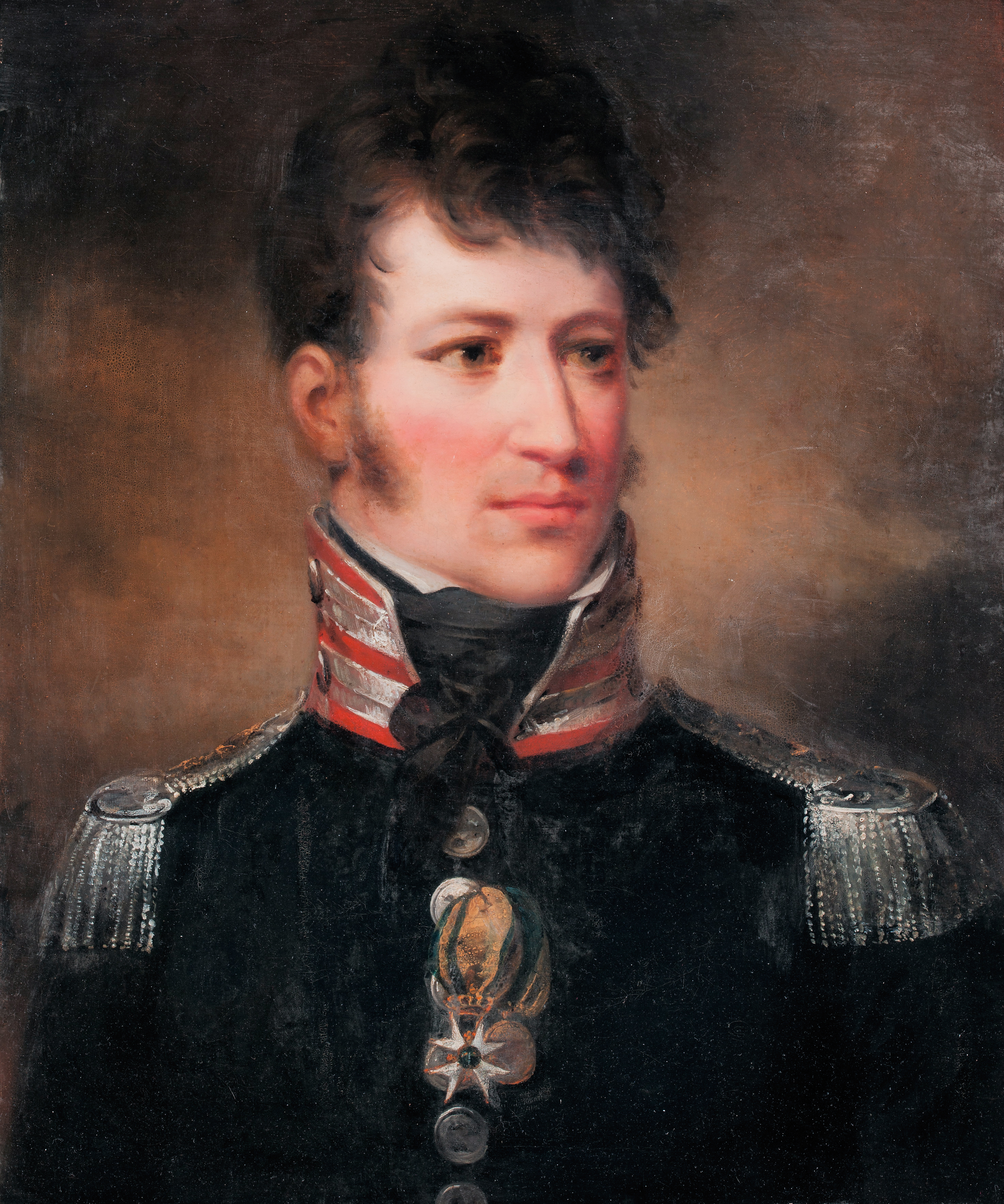
Per Otto Adelborg som överstelöjtnant i uniformen för Livregementsbrigadens kyrassiärkår med Svärdsorden och För tapperhet i fält på bröstet, avporträtterad ca 1814 av Carl Fredrik von Breda

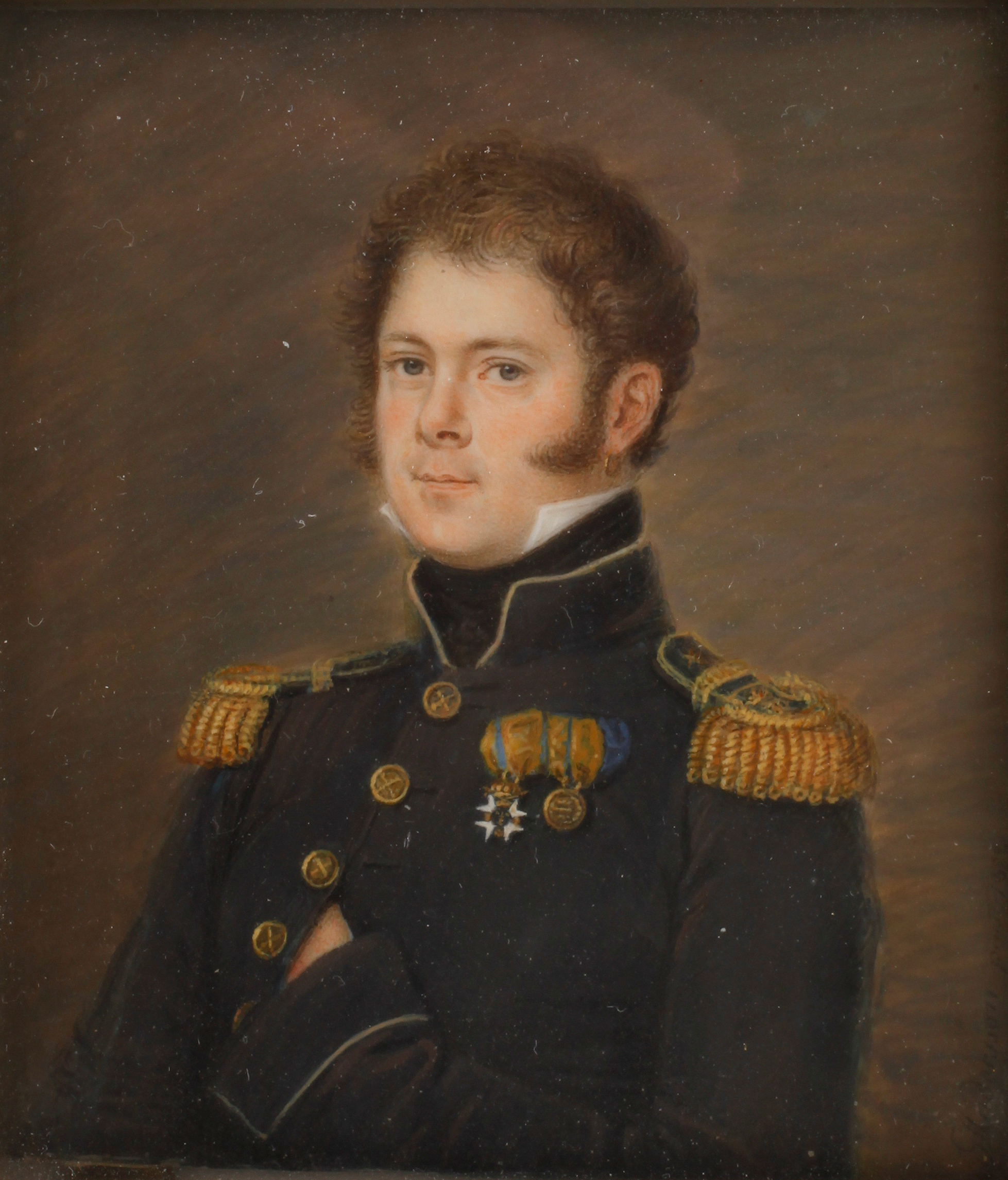
Filip von Schwerin.

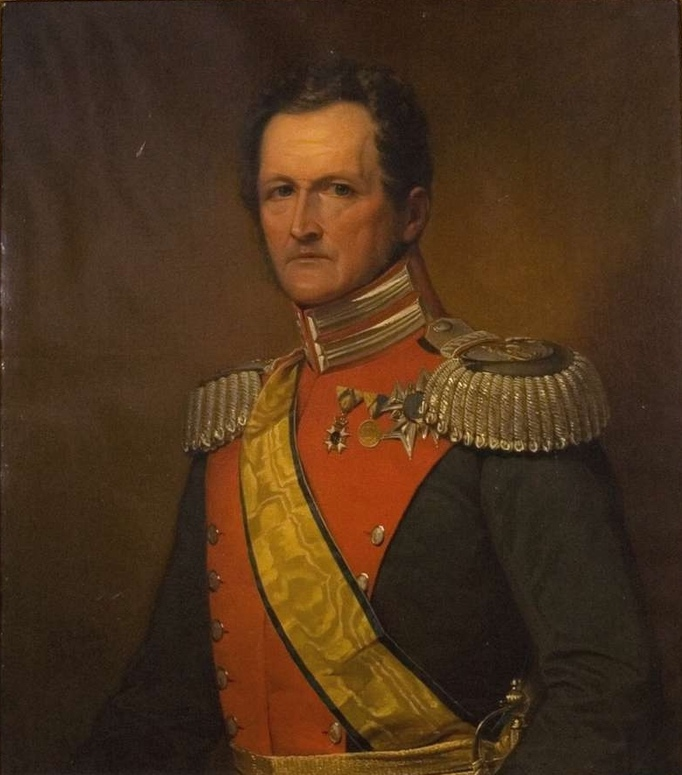
Porträtt av Carl Fredrik Lorichs iklädd Göta Livgardes uniform, frack m/1833. Över axeln bär han Svärdsordens band, samt dess kraschan och riddartecken på bröstet. Han bär även För tapperhet i fält i guld. Poträtt från ca 1835 av okänd.

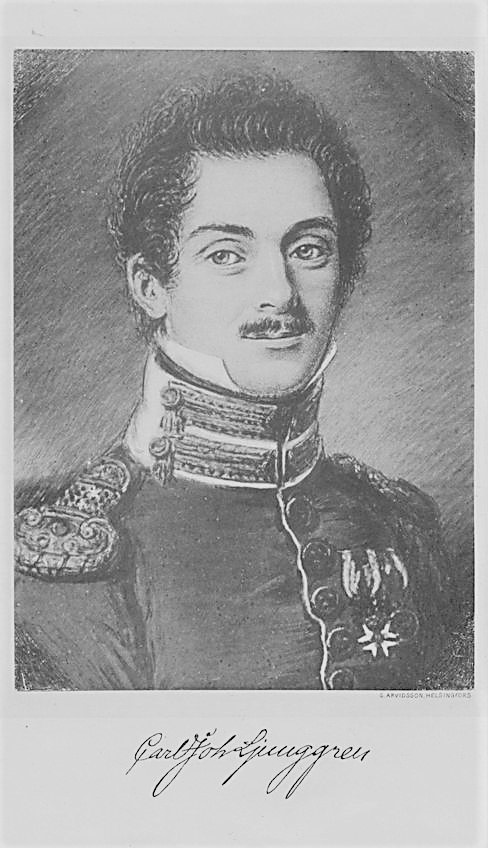
Carl Johan Ljunggren med Svärdsordens riddartecken samt guldmedaljen för tapperhet i fält på bröstet.

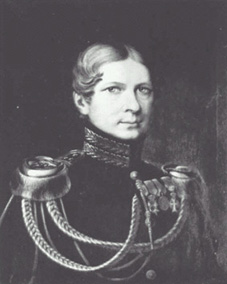
Claes Josef Breitholtz i uniform för Wendes artilleriregemente, avporträtterad ca 1830 av okänd konstnär. På bröstet bär han från vänster Svärdsorden, För tapperhet i fält samt danska Dannebrogorden.

### Guld
- Per Otto Adelborg, premiärlöjtnant vid Nylands lätta dragonkår, erhöll medaljen i guld 10 oktober 1808.
- Gustaf Abraham Andersin, underlöjtnant vid Svaolax fotjägareregemente. Tilldelad GMtf för Slaget vid Lappo 14 juli 1808.[15]
- Claes Josef Breitholtz (1788-1834), en tjugoårig officer vid Finska artilleriregementet, erhöll medaljen i guld för insatser i slaget vid Lappo, Alavo och Oravais den 12 oktober 1808.
- Gustaf Vasili Clementeoff, född 1769-08-26, i Uleåborgs län. Volontär vid Österbottens regemente 1770-03-01. Rustmästare vid Österbottens regemente 1781-04-29. Furir vid Österbottens regemente 1782-04-27. Sergeant 1786-12-30. Fänrik i armén 1788-08-25. Officersexamen 1788-09-29. Konstituerad löjtnant vid Kajana bataljon 1790-03-04. Konfirmationsfullmakt 1791-04-14. 1. Löjtnant vid Kajana bataljon 1804-02-07. GMtf 1808-10-02. Kapten i armén 1809-09-29. Kapten vid Närkes och Värmlands regemente 1810-06-10 och vid Västerbottens regemente 1811-10-22. Stabskapten vid Västerbottens regemente 1813-03-16. RSO 1818-05-11. Major i armén 1825-02-29. Död 1826-12-01 på Haapaniemi kaptensboställe i Haparanda socken. Han bevistade femton större och mindre bataljer.[16]
- Hampus Leonard Drake af Hagelsrum, född 1769-03-12. Volontär vid Dalregementet 1775 i april. Volontär vid artilleriregementet i Stockholm 1780. Konstapel vid artilleriregementet i Stockholm 1781. Sergeant 1783-08-15. Page vid hovet 1785–1787. Undergick artilleriexamen 1785-11-07 och 1787-07-03. Styckjunkare 1787-07-03 och bataljonsadjutant 1788-02-01. Avgick 1788-06-24 med artilleriet till Finland och deltog bl. a. i attacken vid Fredrikshamn. Underlöjtnant vid von Essens artillerikompani i Helsingfors 1788-09-13. Vaktmästare vid Zelowska hästjägarekåren 1789-04-20. Fänrik vid storamiralens regemente 1789-05-15. 1. regementsadjutant vid storamiralens regemente, 1789-05-15. Bevistade 1789–1790 kriget på örlogsflottan under storamiralens befäl. Kommenderad till tjänstgöring på Sveaborg efter reträtten från Viborg 1790. Fänrik vid änkedrottningens livregemente 1790. Löjtnant vid änkedrottningens livregemente 1791-01-03. Avsked 1792-12-30 med tillstånd att kvarstå såsom löjtnant i armén. Återinträdde i tjänst såsom löjtnant vid Upplands lantvärnsbrigad 1808-02-23. Deltog i finska kriget 1808 och blev svårt sårad i striden vid Ala-Lemo 1808-06-19–1808-06-20. GMtf 1809-01-00. Kapten i armén 1809-06-23. »Placerad löjtnant» vid före detta adelsfaneregementet. Transporterad till 1. löjtnant vid södra skånska infanteriregementet 1811-12-12. Kapten vid Gotlands nationalbeväring 1812-09-15. Avsked 1813-07-13. Död 1818-11-28 i Stockholm.[17]
- Anders Gustaf von Düben, född 1785-06-02. Kadett vid Karlberg 1795-09-24. Utexaminerad. (Hc.) 1803-09-22. Fänrik vid Svea livgarde 1803-12-23. Löjtnant vid Svea livgarde 1809-06-12. GMtf 1809-07-05. Avsked från regementet 1810-05-08. Kapten i armén 1815-04-18. Majors n. h. o. v. 1817-07-15. Död 1846-10-04 i Stockholm. Han bevistade kriget i Finland 1808 och därunder affärerna vid Lemo, Lokalaks, Viais och Helsinge. Blev för högmålsbrott (att hava underhållit förbindelse med prinsen av Wasa, det så kallade Vegesack-Dübenska målet) 1833-03-30 dömd till landsflykt, men erhöll genom den amnesti, som 1834-10-20 utfärdades för alla politiska förbrytare, rättighet att återkomma till fäderneslandet.[18]
- Gustaf Carl Albert August Ehrensvärd, född 1787-06-17 i Karlskrona. Kornett vid Smålands kavalleriregemente 1803-01-14. Kadett vid Karlberg 1803. Utexaminerad 1804-09-22. Löjtnant vid Smålands dragonregemente 1810-05-15. Deltog som stabsadjutant hos greve J. Puke i juli 1809 i expeditionen till Västerbotten samt i striderna vid Sävar och Ratan och erhöll därför guldmedalj för tapperhet i fält. Han var under fälttåget 1813–14 med vid Grossbeeren, Dennewitz och Leipzig samt vid blockaden av Maastricht,Kavaljer hos prinsessan Sofia Albertina. Kammarherre. Ryttmästare 1814-09-05. Major 1820-11-30. RSO 1821-08-21. Överstelöjtnant 1822-03-26. Överste och chef för skånska dragonregementet 1825-02-15. Avsked 1835-03-07. Död 1860-01-29 i Ystad.[19][20]
- Zachris Gustaf Eneskjöld född 1783-05-06 i Umeå. Volontär vid Västerbottens regemente 1785-12-20. Korpral vid Västerbottens regemente 1786-10-22. Sergeant 1801-08-17. Stabsfänrik 1801-10-26. GMtf 1808-09-10. Löjtnant 1809-08-15. Kapten i armén 1810-05-01. Kapten vid regementet 1816-12-17. Död 1821-07-29 på Anholmen, Råneå socken, Norrbottens län.[21]
- Alexander Carl Didrik von Essen, född 1787-03-15 i Stockholm. Volontär 1791. Förare vid Åbo läns regemente 1792-12-21. Fänrik vid Åbo läns regemente 1796-10-23. Löjtnant i armén 1809-02-09. GMtf. Efter finska arméns upplösning 1810 placerad på Hälsinge regemente 1810-02-19 och på Engelbrechtens regemente 1813-04-21–1814-07-07. Avsked med tillstånd att såsom löjtnant kvarstå i armén. Kapten i armén . Död 1831-01-15 i Stockholm. Han bevistade finska kriget 1808–1809 och utmärkte sig »med särdeles bravour» i striderna vid Hörnefors.[22]
- Carl August von Essen, född 1792-01-13 i Österbotten. Nummervolontär vid Österbottens regemente 1793-05-15. Förare vid Kajana jägarebataljon 1797-06-29. Rustmästare vid Kajana jägarebataljon 1798-05-16. Fältväbel 1808-06-25. Fänrik vid Vasa regemente 1808-07-08. Konfirmationsfullmakt 1808-11-29. GMtf 1810-05-01. Fänrik vid Västerbottens regemente 1810-05-19. Stabsfänrik 1811-02-26. 2. Löjtnant 1813-03-16. Kaptens n. h. o. v. 1815-01-17. Kapten vid regementet 1821-02-20. Regementskvartermästare 1826. Död 1829-10-06 på Bonäs vid Piteå.[23]
- Fredrik Ulrik von Essen, född 1788-01-17 på Kavlås. Student vid Uppsala universitet 1803. Kornett vid Livregementets kyrassiärkår 1804-07-06. GMtf 1808. Löjtnant vid Livregementets husarkår 1809-06-29. Ryttmästare vid Livregementets husarkår 1812-12-29. Konfirmationsfullmakt 1813-02-12. RSO 1818-05-20. Major i armén 1821-10-09. Avsked från kåren 1826-02-14. Överstelöjtnant och 1. major vid Livregementets dragonkår 1826-04-18. Adjutant hos konungen 1826-04-18. Tillförordnad sekundchef för Livregementets husarkår 1827. Överstelöjtnant och 1. major vid Livregementets husarkår 1827-05-16. Överste och sekundchef 1829-02-21. Generaladjutant 1838-03-09. KSO 1843-07-04. Generalmajor 1848-01-14. KmstkSO 1854-04-28. Avsked 1855-02-13. Död 1855-02-14 på Kavlås efter blott tre dagars sjukdom.[24]
- Vilhelm Christoffer Robert Douglas, född 1784-08-06 Kärrsjö. (Minderårig) fänrik vid livgardet (KrAB.) 1795-04-20. Student vid Uppsala universitet 1798. Volontär vid Svea livgarde 1802. Fänrik vid Svea livgarde 1805-03-15. Löjtnant 1807-12-03. GMtf (KrAB.) 1810-05-10. Kapten vid livgrenadjärregementet 1810-10-11. 3. major vid livgrenadjärregementet 1812-06-23. RSO 1815-06-20. 2. major 1816-05-28. 1. major (KrAB.) 1818-02-24. Överstelöjtnant i armén 1818-05-11. Överste i armén 1823-07-04. Överstelöjtnant vid 2. livgrenadjärregementet 1827-07-25. Avsked 1830-04-22.[25]
- Adolf Jakob Carl Hamilton, född 1788-07-28 på Barsebäck i likan. socken, Malmöhus län. Fänrik vid Svea livgarde 1805-03-29. GMtf 1809-07-05. Avsked s. å. 2/12. Kammarherre. Död 1822-03-06 i Malmö. Han bevistade finska kriget 1808–1809 och därunder träffningarna vid Lokalaks, Viais och Helsinge.[26]
- Johan Samuel Hedström Dryg, erhöll guldmedalj för tapperhet i fält för visat välförhållande i affären vid Virta bro Idensalmi i Finland 27 oktober 1808 (Centrala Soldatregistret NJ-01-0088-1796)
- Wilhelm von Döbeln, major vid Västgöta-Dals regemente
- Fredrik Franc, född 1778-08-09 på Norra Kvill i Rumskulla socken, Kalmar län. Volontär vid Skaraborgs regemente 1792-06-01. Sergeant vid Skaraborgs regemente 1796-07-01. Livdrabant 1800-02-10. Löjtnant i armén 1802-12-15. Löjtnant vid livgrenadjärerna 1806-09-05. Kompaniofficer vid Karlberg 1807–1808 (Hc.). Kapten i armén 1809-02-09. GMtf 1810-06-23. Stabskapten vid regementet 1810-06-26. Major i armén 1814-05-23 och vid regementet 1814-07-12. Överstelöjtnants avsked 1816-02-20. Död 1852-01-12 i Gränna. Han bevistade fälttågen i Tyskland 1805–1806, i Finland 1808. Expeditionen till Västerbotten 1809 samt fälttågen i Tyskland och Norge 1813–14[27]
- Gustaf Carl Fredrik Fredenheim, till Östanå med Vira bruk och Mälby. Född 1781-07-12 i Stockholm och hade deras majestäter till faddrar. Hovjunkare 1800-08-26. Kornett vid livregementets husarkår 1701-09-16. Understallmästare hos konungen 1802-09-21 med tjänstgöring hos hertig Carl av Södermanland. Löjtnant vid nyssn. kår 1808-02-19. GMtf 1809-09-06. Ryttmästare därst. 1810-03-20. Regementskvartermästare s. d. RSO 1814-11-16. Major 1817-03-11. Överstelöjtnants avsked 1827-07-11. Död 1841-02-12 på Östanå.[28]
- Johan Jakob de Geer af Finspång, född 1785-07-19 på Finspång. Kadett vid Karlberg 1795-09-24. Avgången 1799-03-12. Kornett vid lätta livdragonerna 1804-08-29. GMtf 1808. Avsked s. å. 26/6. Kammarherre 1809-06-29. RPrJO 1816-03-00. Hovmarskalk s. å. 30/4. RSO 1818-05-11. Död ogift 1833-11-01 i Stockholm. 'Han bevistade landstigningen och träffningen vid Lemo den 19 juni 1808 och blev då svårt sårad, samt var 1815 generallöjtnanten, friherre Boije följaktig vid överlämnandet av hertigdömet Pommern och furstendömet Rügen.[29]
- Georg Gustaf von Gertten, född 1775-02-24 i Vrigstads socken Jönköpings län. Major. Volontär vid Savolaks infanteriregemente 1782. Kadett vid Haapaniemi 1787. Förare vid nämnda regemente 1789-02-04. Sergeant därst. 1791-05-04. Åter kadett vid Haapaniemi 1791-09-01. Fänrik vid Savolaks infanteriregemente 1792-11-23. Utexaminerad från Haapaniemi 1795-06-24. Löjtnant i armén 1802-07-07. Löjtnant vid Savolaks fotjägarregemente 1804-10-07. GMtf 1808. Kapten i armén 1809-06-26. RSO 1810-05-04. Kapten vid Södermanlands regemente 1811-03-19. Majors avsked 1812-03-03. Bosatte sig sedan i Finland och immatrikulerades på riddarhuset därst. under nr 63 bland adelsmän. Död 1856-12-04 på Eko i Gustaf Adolfs socken i S:t Michels län.[30]
- Johan Henrik Gummerus, adjunkt, erhöll medaljen i guld för sina insatser på Åland 1808.
- Carl Henrik Gyllenhaal,  löjtnant vid hästjägarskvadron 1808-01-18. Erhöll guldmedalj för tapperhet i fält samma år för striderna vid Lemo och Oravais.[31]
- Carl August von Hedenberg, född 1784-06-29 i Stockholm. Kadett vid Karlberg 1797-10-07; utexaminerad 1801-09-22. Fänrik vid Livregementsbrigadens lätta infanteribataljon 1802-05-06. Löjtnant 1805-12-02. GMtf 1809-07-12. RSO 1814-05-15. Död 1849-04-10 i Piteå.
- Olof Clemens af Huss, född 1783-04-30 i Härnösand. Fänrik vid Jämtlands infanteriregemente 1785-08-15. Fänrik vid Jämtlands dragonregemente 1786-09-21. Kadett vid Karlberg 1798-11-18. Utexaminerad 1802-09-24. Kornett vid livregementets husarkår s. å. 6/10. Löjtnant därst. 1808-02-19. GMtf 1809-09-06. Ryttmästare 1810-09-06. Majors avsked 1815-09-05. RSO 1853-04-28. Död 1865-07-24 i Härnösand.[32]
- Carl Gustaf Jack, adjutant vid Savolax regemente, erhöll medaljen i guld 1808 efter Slaget vid Oravais.
- Carl Gustaf Klingspor, fänrik vid Södermanlands regemente, erhöll medaljen i guld för anfall mot fienden vid Opsal den 20 april 1808. Erhöll medaljen i guld på nytt för visat mod under Slaget vid Leipzig den 19 oktober 1813..[33][34]
- David Magnus Klingspor, född 1783-05-17 Tolfta. Kadett vid Haapaniemi 1801-09-27. Underlöjtnant vid Savolaks fotjägarregemente 1804-10-09. Sekundlöjtnant vid Savolaks fotjägarregemente 1806-12-20. Kapten i armén 1808-08-23. GMtf 1809-02-15. Kapten vid livgrenadjärregementets rothållsfördelning 1810-05-08. Major i armén 1812-04-22. 3. Major vid livgrenadjärregemente. Konfirmerad 1813-02-12. RSO 1815-08-12. Överstelöjtnant i armén 1823-07-04. 2. Major vid regementet 1825-07-14. Överstelöjtnant och 1. major vid regementet 1832-05-12. Överste i armén 1834-01-28. Postinspektor i Vänersborg 1850-11-02. Död 1851-04-12 i Stockholm. Bevistade kriget i Finland 1808, var därunder adjutant hos fältmarskalken Klingspor och blev fången vid Salmi, samt i Tyskland och Norge 1813 och 1814.[35]
- Erik Adolf Klingspor, född 1785-11-01 på Mauritsberg. Fänrik vid dalregementet 1805-05-04. Löjtnant vid Dalregementet 1812-05-26. GMtf. Avsked 1812-08-11. Postmästare i Ulricehamn 1824-02-03. Död 1855-03-24.[36]
- Sebastian Carl von Knorring,  1809
- Anders Johan von Kræmer, född 1770-06-27 (1770-07-28). Furir vid Meijerfeldtska friskyttekåren 1789-03-15. Sergeant 1790-01-13. Vid kårens reducering avsked 1791-01-18. Fältväbel vid Jägerhornska regementet 1792-10-01. Transporterad till Adlercreutzska regementet 1805-03-28. Fänrik vid Tavastehus regemente 1808. Löjtnants avsked 1810-09-06. Immatrikulerad på riddarhuset i Finland 1818-02-05 under nr 133 bland adelsmän. Död 1836-02-07 på Hähkäniemi Skyttälä boställe i Kärkölä kapell av Hollola socken. Han bevistade finska krigen 1789–1790 och 1808–1809 samt erhöll under det senare GMtf.[37]
- Gustaf Vilhelm von Kræmer, född 1772-12-22 i Hauho socken. Inskriven i krigstjänst 1786. Korpral vid Meijerfeldtska friskyttarna 1789-05-00 och deltog med dem i finska kriget 1789 och 1790. Efter friskyttekårens upplösning 1791-01-18 fältväbel vid Stackelbergska, sedan Jägerhornska regementet 1791-01-18. Fänrik vid Tavastehus läns regemente 1792-08-10. Lantmäteriexamen i Stockholm 1800-05-31. Löjtnant i armén 1802-08-08. Tillförordnad kommissionslantmätare i Tavastehus län 1803-06-07. Adjutant vid Tavastehus läns regemente 1805-04-16. Bevistade finska kriget 1808–1809. Kapten i armén 1809-02-09. Erhöll GMtf 1809-02-15. Majors avsked 1810-05-29. Kommissionslantmätare i Tavastehus län 1816-04-06. Lanträntmästare i Kymmenegårds län 1817-05-13. Immatrikulerad på riddarhuset i Finland 1818-02-05 under nr 133 bland adelsmän. RRS:tAO3kl 1830-02-04. Lanträntmästare i Tavastehus län 1831-11-15. Utmärkelsetecken för 40 års tjänst 1840-12-12. RRS:tVlO4kl 1843-04-22. Utmärkelsetecken för 50 års tjänst 1850-12-20. RRS:tAO2kl 1851-04-20. Död 1855-09-13 i Tavastehus.[38]
- Nils Adolf von Kræmer, född 1768-05-09. Student i Åbo 1775–1785. Volontär vid Nylands dragonregemente 1786-07-09. Furir vid Nylands dragonregemente 1787-07-03. Kornett 1790-12-09. Löjtnant i armén 1802-08-08. Sekundlöjtnant vid Tavastehus regementes jägarbataljon 1808-07-29. Kaptens avsked ur svensk tjänst 1810-07-10. Sekundkapten vid 2. finska jägar-, sedan 2. finska infanteriregementet 1812-10-10). Premiärkapten vid 2. finska jägar-, sedan 2. finska infanteriregementet 1817-12-19. Immatrikulerad på riddarhuset i Finland 1818-02-05 under nr 133 bland adelsmän. Majors avsked 1825-01-18. Död 1835-07-15 i Hauho socken. Han bevistade båda finska krigen och erhöll under det senare GMtf[39]
- Lars Magnus Lagerheim, fänrik vid Svea livgarde, erhöll guldmedalj för tapperhet i fölt den 28 december 1808.
- Carl Adolf af Lefrén, född 1779-05-16 i Åbo. Student därst.1 1791-06-15. Underofficer vid Åbo läns lätta infanteribataljon 1798-12-26. Sergeant vid Tavastehus läns regemente 1801-01-04. Fänrik därst. s. å. 16/8. Fänrik vid livregementets lätta infanteri 1802-05-02. Sekundlöjtnant därst. 1803-03-09. Premiärlöjtnant vid samma regemente, då finska gardet kallat, 1809-02-23. Kapten i armén s. å. 29/6. RSO s. å. 8/7. GMtf s. å. 20/11. Stabskapten vid nyssnämnda garde, då kallat konungens 2. gardesregemente, 1810-11-20. Regementskvartermästare därst. 1811-05-14. Majors n. h. o. v. 1814-08-25. Major i armén s. å. 16/11. Premiärkapten vid regementet (2. livgardet) 1815-02-27. Major i generalstaben 1816-08-13. Adlad 1818-07-04 enl. 37 § R.F. (introd. 1820-05-03 under nr 2280). Avsked från gardet 1820-03-30. Överstelöjtnant i generalstaben s. å. 24/6. Överste i armén 1827-10-03. Avsked ur krigstjänsten 1829-04-14. Död 1844-01-06 i Björneborg i Finland utan söner och slöt således själv sin adl. ätt. 'Han bevistade 1808 och 1809 års finska krig såsom brigadadjutant hos generalmajoren, greve von Lantingshausen samt var med i träffningarna vid Lemo, Lokalaks, Järvenpää, Viiais och Helsinge ävensom vid Sävar och Ratan i Västerbotten.[40]
- Carl Johan Ljunggren, fänrik vid Västmanlands regemente, för insatser i slaget vid Oravais.[41]
- Carl Fredrik Lorichs, kapten och regementkavartermästare vid Göta livgarde. Blev sårad vid slaget vid Viais och erhöll guldmedalj 7 mars 1809.[42]
- Anders Johan Mellin, född 1789-03-26 på Kulju. Extra fänrik vid Björneborgs infanteriregemente 1794-04-18. Kadett vid Haapaniemi 1802-10-03. Utexaminerad 1808-02-20. Fänrik vid Svea livgarde 1808-06-22. Bevistade kriget i Finland 1808 och 1809. GMtf 1809-07-05. Löjtnant vid Svea livgarde 1811-04-10. Död ogift 1813-12-05, dödsskjuten i träffningen vid Landwehrsgraben nära Lubeck.[43]
- Daniel Nordlander (1763-1842), sjökapten[44]
- Martin Christian Julius Plaisant, (1765-1839): Erhöll guldmedalj för insatser i Slaget vid Jutas, (tilldelad DTs 1790 för Sjöslaget vid Kronstadt och silvermedalj för tapperhet i fält 1806 för insatser samma år i Pommern)[12]
- Fredrik Ludvig Ridderstolpe, löjtnant vid Svea livgarde, erhöll guldmedalj för tapperhet i fält 5 juli 1809.
- Carl Eric Emmanuel Rudebeck, ödd 1776-02-08 Råskog Sergeant vid Nylands dragonregemente 1794-12-24. Förare vid änkedrottningens livregemente 1795-03-01. Fänrik vid Stackelbergska regementet 1796-02-21 (14/3). Livdrabant 1802-05-12. Avsked och löjtnant i armén 1806-05-27. Kapten i armén 1808-06-18 och kompanichef vid 1. Västmanlands bataljon av Söder-Västmanlands lantvärnsbrigad. GMtf 1810. Löjtnant vid norra skånska infanteriregementet 1812-03-10. Placerad på Gotlands nationalbeväring 15 september samma år. Majors avsked 1815. Död 1819-02-03 Hedvigslund. Han bevistade finska kriget 1808–1809.[45]
- Ernst Christoffer Schildt, född 1782-03-14 i Hauho socken. Sergeant vid Tavastehus jägarkår 1795-05-15. Rustmästare 1796-03-25. Stabsfänrik vid Nylands län infanteriregemente 1796-10-26. Löjtnant vid Nylands län infanteriregemente 1804-02-07. Bevistade kriget i Pommern 1807 och finska krget 1808–1809. GMtf 1809. Kaptens avsked 1810-06-19. Död 1846-07-23 i Lampis socken.  [46]
- Otto Fredrik Schauman, född 1776-04-09. Volontär vid livdragonregementet 1783. Korpral därst. s. å. Förare 1794-08-30. Fältväbel vid Björneborgs regemente 1798-05-24. Bevistade finska kriget 1808 och 1809. SMtf. Fänrik 1808-10-21. Avsked ur svenska krigstjänsten 1810. Död 1834-02-13 i Possi.[47]
- Filip von Schwerin fänrik vid Svea Livgarde fick medaljen i guld den 4 maj 1810.[48]
- Johan Fredrik von Seth, född 1782-03-09 på Bratteborg. Sergeant vid Jönköpings regemente 1794-12-12. Fänrik vid Jönköpings regemente 1801-01-31. Löjtnant 1808-05-19. Avsked 1812-02-25. GMtf.[49]
- Karl Gustaf af Sillén erhöll medaljen i guld 1809 för att under fälttåget blivit sårad av en muskötkula i bröstet (dessutom tilldelad För tapperhet till sjöss 1790).[50]
- Bengt Eric Ludvig Sparre, till Arnö fideikommiss, som han tillträdde efter yngste brorsonens död 1838. Född 1788-02-02 på Arnö. Förare vid Södermanlands regemente 1795-04-09. Fänrik därst. 1805-10-18. Bevistade kriget i Pommern 1805–1807. Blev under finska kriget fången på Åland 1809 men utväxlad s. å. i juni och deltog i expeditionen till Västerbotten. GMtf 1810-05-03. Sekundlöjtnant 1812-03-03. Avsked 1815-05-27. Död 1849-06-12 i Nyköping[51]
- Pehr Georg Sparre erhöll medaljen i guld 1810[52]
- Jacob Johan Tersmeden, född 1785-10-05. Fanjunkare vid lätta livdragonregementet (sedan livgardet till häst) 1806-01-24. Kornett därst. s. å. 3/2. Löjtnant 1809-10-17. Erhöll GMtf 1810-02-10. Kavaljer hos hertigen av Södermanland (sedermera konung Oskar I) 1811-02-04. Stabsryttmästare vid nämnda garde s. å. 22/4. RSO 1814-12-16. Överstelöjtnant i armén 1815-06-20 och vid livregementets husarkår 1816-02-27. Kammarherre hos kronprinsen, 1817-07-04. Överste i armén 1822-01-06. Generaladjutant i arméns generalstab 1827-10-03. KSO 1841-07-04. Död 1858-11-28 Hinseberg. Han bevistade kriget i Finland 1808 och därunder affärerna vid Lokalaks och Helsinge. Likaledes reträtten från Åland 1809 och expeditionen i Västerbotten samma år, då han var med vid Sävar och Ratan, samt slutligen fälttågen i Tyskland, Flandern och Norge 1813 och 1814, varunder han deltog i bataljerna vid Gross-Beeren och Dennewitz.[53]
- Florus Toll (1776-1856), stabskapten vid Adlercreutz regemente, erhöll medaljen i guld 1808.
- Pehr Gustaf af Ugglas, född 1784-06-27. Greve på samma gång som fadern. Auskultant i Svea hovrätt 1801-12-18. Student 1799. Extra ordinarie kanslist i justitierevisionen 1802-01-16. Kornett vid lätta livdragonregementet s. å. 18/10. Löjtnant vid samma regemente eller livgardet till häst 1808-01-08. Ryttmästare därst. 1809-10-17. GMtf s. å. Avsked från regementet och överstelöjtnant i armén 1812-11-17. Chef för generaladjutantsexpeditionen för armén 1813 och 1814. Överste i armén 1815. RSO s. å. Ledamot av överstyrelsen för Stockholms stads brandförsäkringskontor 1815–1847. KVO 1818-05-11. KmstkVO 1824-01-28. Statsråd 1828-03-26. KNO 1831-01-25. RoKavKMO s. å. 26/1. Avsked från statsrådsämbetet s. å. 30/4. En av rikets herrar 1843-02-06. Död 1853-02-24 på Forsmarks bruk och ligger jämte sin fru begraven i en yttre grav i Forsmarks brukskyrka. 'Han bevistade 1808 och 1809 års finska krig.[54]
- Knut Vidolfer von Walden, född 1788-10-28. Död 1841-04-28, Kadett vid Karlberg 1800-11-17; utexaminerad 1806-03-29; fänrik vid Göta garde 1806-03-12 och vid andra livgrenadjärregementet 1809-01-18; löjtnant i armén 1809-04-19; GMtf samma år; löjtnant vid regementet 1816-05-06; RSO 1827-07-04; major i armén 1832-07-19.[55]
- Mattias Widegren, major i armén, RSO, GMtf  född 1775-02-28 i Malmö, död 1842-10-12 i Lund.[56]

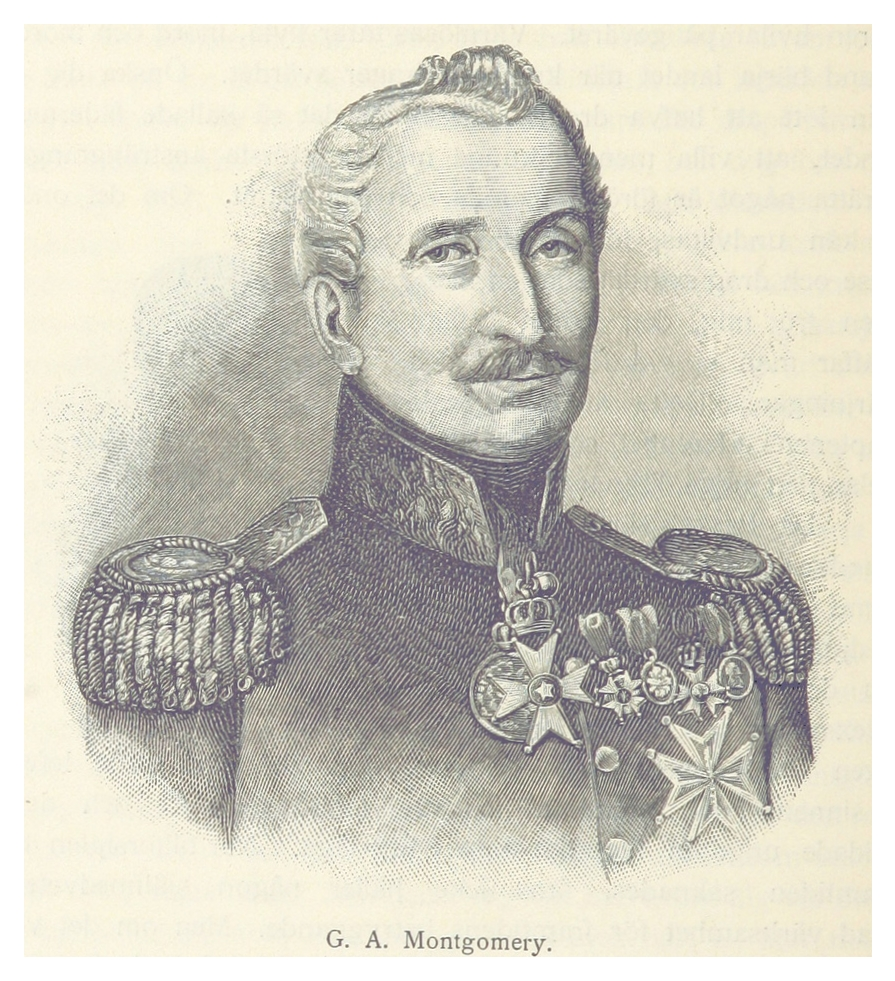
Gustaf Adolf Montgomery

### Silver
- Nils Bettulin, Nils, född i Marstrand 1771, (levde 1819). Antogs 1807 för nr 20 vid (1812) Mörners kompani av Livgardet till Fot; korpral där senast 1816; antogs 1817 som korpral nr 1 vid 8. kompani av Volontärregementet i Stockholm; civilyrke skomakare. - SMtf 1809 för Sävar.[57]
- Carl Fredrik Giös, född 1792-09-24 i Stockholm. Rustmästare vid karelska jägarkåren 1808-03-15. Furir vid kåren s. å. 7/5. SMtf 1809-10-08. Förare vid 1. livgrenadjärregementet 1810-07-18. Fanjunkare därst. 1812-10-06. RRS:tGO5kl 1816. Svärdsman. Död 1855-09-30 på bostället Sörby i Kullerstads socken, Östergötlands län. Han var under finska kriget med vid Revolaks, Lappo, Alavo, Virdois, Ruona bro, Honkola, Salmis, Ylistaro, Oravais och Kalajoki samt, under kampanjen i Västerbotten, vid Degernäs, Hörnefors och Umeå.[58]
- Johan Zacharias Bång, Österbottens regemente, erhöll medaljen i silver för visad tapperhet under Slaget vid Virta bro
- Elisa Servenius erhöll medaljen i silver för insatser under slagen i Sävar och Ratan
- Jacob Piquette, korpral och jägare, Kronobergs regemente, erhöll medaljen i silver efter äntringen av HMS Styrbjörn
- Menlös, korpral nr 164 vid 1:e majorens kompani, Västerbottens regemente. För affären vid Pulkkila 2 maj 1808[59].
- Eneskjöld, fänrik vid Västerbottens regemente. För affären vid Pulkkila 2 maj 1808[59].
- Fredrik Färm, menig senare underofficer vid Finska artilleriregementet. Deltog i striderna vid Siikajoki, Brahestad, Idensalmi, Umeå, Ratan, Sävar och Hörnefors. Tilldelad silvermadalj för tapperhet i fält[60]
- Frimodig, soldat nr 57 vid Kalix kompani, Västerbottens regemente. För affären vid Pulkkila 2 maj 1808[59].
- Georgii, adjutant vid Västerbottens regemente. För affären vid Kelloniemi 1 juli 1808[59].
- E. Lidström, fanjunkare vid Västerbottens regemente. För affären vid Kelloniemi 1 juli 1808[59].
- Peter Lilja (1764-1823), korpral och jägare, nr 78 vid livkompaniet, Jönköpings regemente. Osäkert exakt när han fick medaljen, men han hade tilldelats den 1813. Troligast är att det var för insatser under slagen i Sävar och Ratan, han befordrades också till rustmästare 1809. Slutade sin karriär som förare 1819-04-20.
- Åström, trumslagare vid Västerbottens regemente. För affären vid Pulkkila 2 maj 1808[59].
- Urväder, soldat nr 42 vid Livkompaniet, Västerbottens regemente. För affären vid Pulkkila 2 maj 1808[59].
- Ärbar, soldat nr 69 vid Livkompaniet, Västerbottens regemente. För affären vid Pulkkila 2 maj 1808[59].
- Tapper, soldat 120 vid Piteå kompani, Västerbottens regemente. För affären vid Pulkkila 2 maj 1808[59].
- Gustaf Adolf Montgomery, furir vid Kajana bataljon. Tilldelad silvermedalj för tapperhet i fält 1808.[61]
- Carl Gustaf Taube, född 1764-10-26 i Kuhmois' socken. Volontär vid Savolaks' infanteriregemente 1778-09-15. Bevistade finska kriget 1788–1789. SMtf. Förare därst. 1789-05-01. Sergeant 1805-02-11. Bevistade finska kriget 1808–1809. Fanjunkare 1808. Ånyo SMtf. Löjtnants avsked 1810. Immatrikulerad på riddarhuset i Finland 1818-02-05 under nr 60 bland adelsmän. Död 1832-02-17 på Pääkkölä i Pieksämäki socken. Dubbelmedaljerad.[62]
- Jakob Pontus Tawaststjerna, född 1766-10-18. Volontär vid Savolaks' regemente 1772-02-10. Rustmästare 1788-07-02. Bevistade finska kriget 1788–1790. Sergeant vid Savolaks fotjägarregemente 1790-01-16. Bevistade finska kriget 1808 och 1809. Erhöll för sitt tappra deltagande i affären vid Alavo 1808-08-15 SMtf. Avsked med underlöjtnants fullm. 1810-05-22. Död ogift 1825-06-12 i Rantasalmi socken.[63]
- Carl Petter Ramberg, rustmästare i Upplands 3. lantvärnsbataljon, sårad vid Kimito, erhöll SMtf 1808. Erhöll även GMtf 1814.[64]
- Michel Johansson Samsten, soldat vid Åbo läns infanteriregemente, för striderna vid Ala-Lemo och efter det i Kaskö, Lappfärd, Tiusala by, vid Hörnefors bruk, Nordmalings kyrka, Umeå, Skellefeå och Ratan. Tilldelad silvermedalj.[65]
- Anders Snäll, född i Finland 1784, (levde 1819). Antogs 1813 vid Arméns flotta; var 1815 nr 12 vid 7. kompani av Volontärregementet i Stockholm; överlämnad till Överståthållarämbetet 20 december 1818 "för vanart". '- SMtf 1808 (då han tjänade i Armén); SMts 1814 för Norgefälttåget; medaljpension från och med 1816. Dubbelmedaljerad.  [57]
- Adolf Fredrik Stenfelt, född 1790-02-15 på Gökhult. Furir vid Kronobergs regemente 1807-11-05. Sergeant därst. 1808-10-01. SMtf 1810-05-03. Livdrabant 1812-08-04. Löjtnant vid livbeväringsregementet 1821-05-08. Kapten därst. 1823-06-28. RSO 1826-08-11-05. Majors avsked 1835-07-14. Död 1848-07-20 Bräkentorp.[66]
- Gustaf Adolf Israel Stålhane, född 1780-12-17 i Kristina socken. Trumslagare vid Savolaks infanteriregemente 1792-02-05. Soldat därst. 1799-07-29. Korpral 1803-06-25. Rustmästare 1807-06-05. Sergeant 1808-08-25. SMtf s. å. 20/11. Placerad på Skaraborgs regemente 1810-04-12. Fältväbel därst. 1816-01-31. Fanjunkare 1817-12-22. Avsked 1838-05-10. Underlöjtnants n. h. o. v. s. å. 1/6. Död 1841-03-29 i Ulvstorp i Acklinga socken, Skaraborgs län.[67]
- Otto Vilhelm Sölfverarm, född 1784-12-16. Rustmästare vid Österbottens regemente 1802-11-22. Bevistade finska kriget 1808–1809 och deltog därunder i striderna vid Siikajoki, Nykarleby, Nummisjärvi och Oravais samt i tvenne särskilda strider vid Kauhajoki. SMtf 1808-10-28. Sergeant 1809-01-19. Avsked. Död 1865-10-13 i Malaks' socken.[68]

## UnderSjätte koalitionskriget, del av Napoleonkrigen

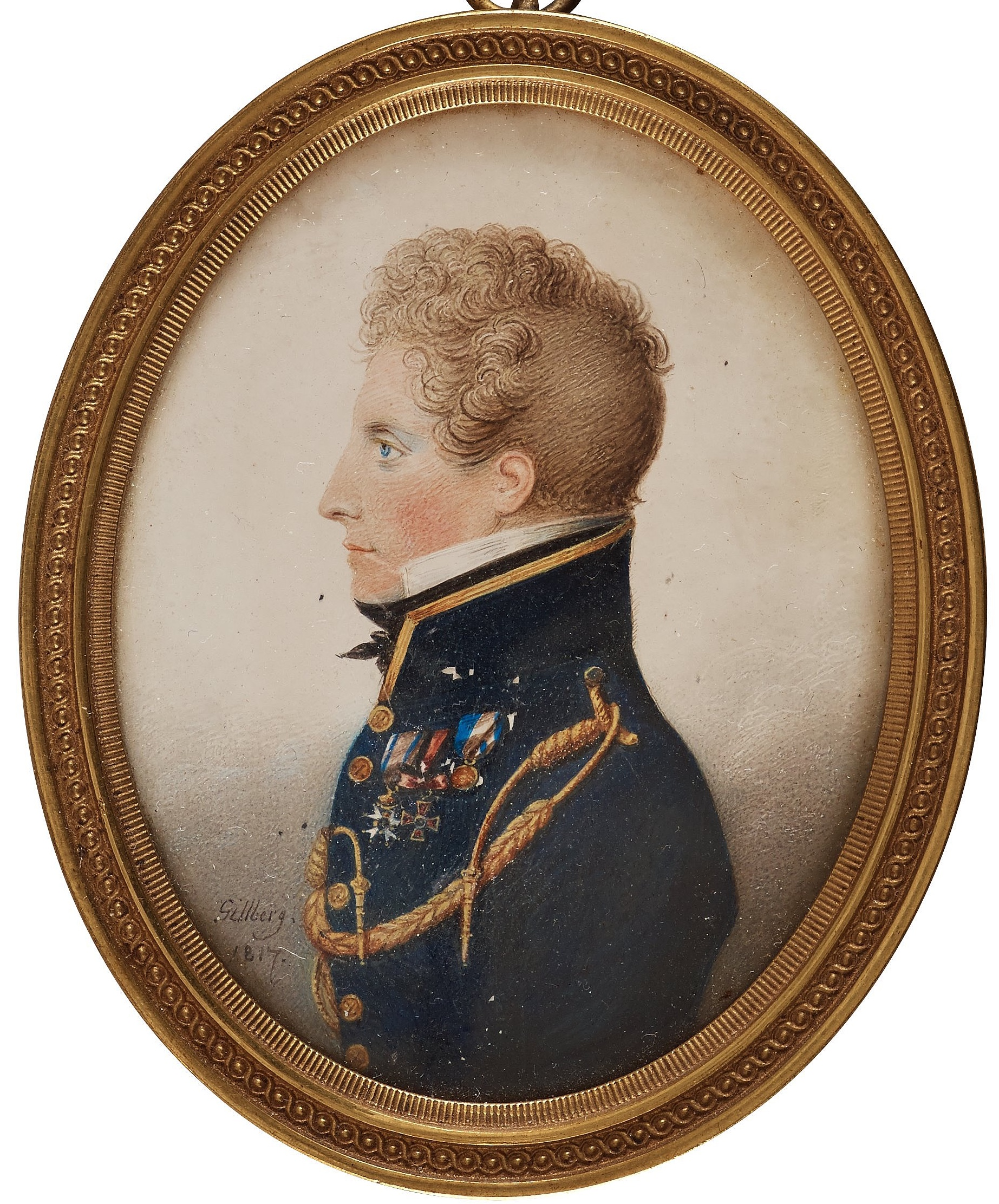
Magnus von Rosen iklädd Uniform m/1810 för en kapten i Generalstaben, samt bärandes på bröstet riddartecknen för Svärdsorden och Sankt Vladimirs orden samt medaljen För tapperhet i fält i guld. Målning från 1817 av Jacob Axel Gillberg.

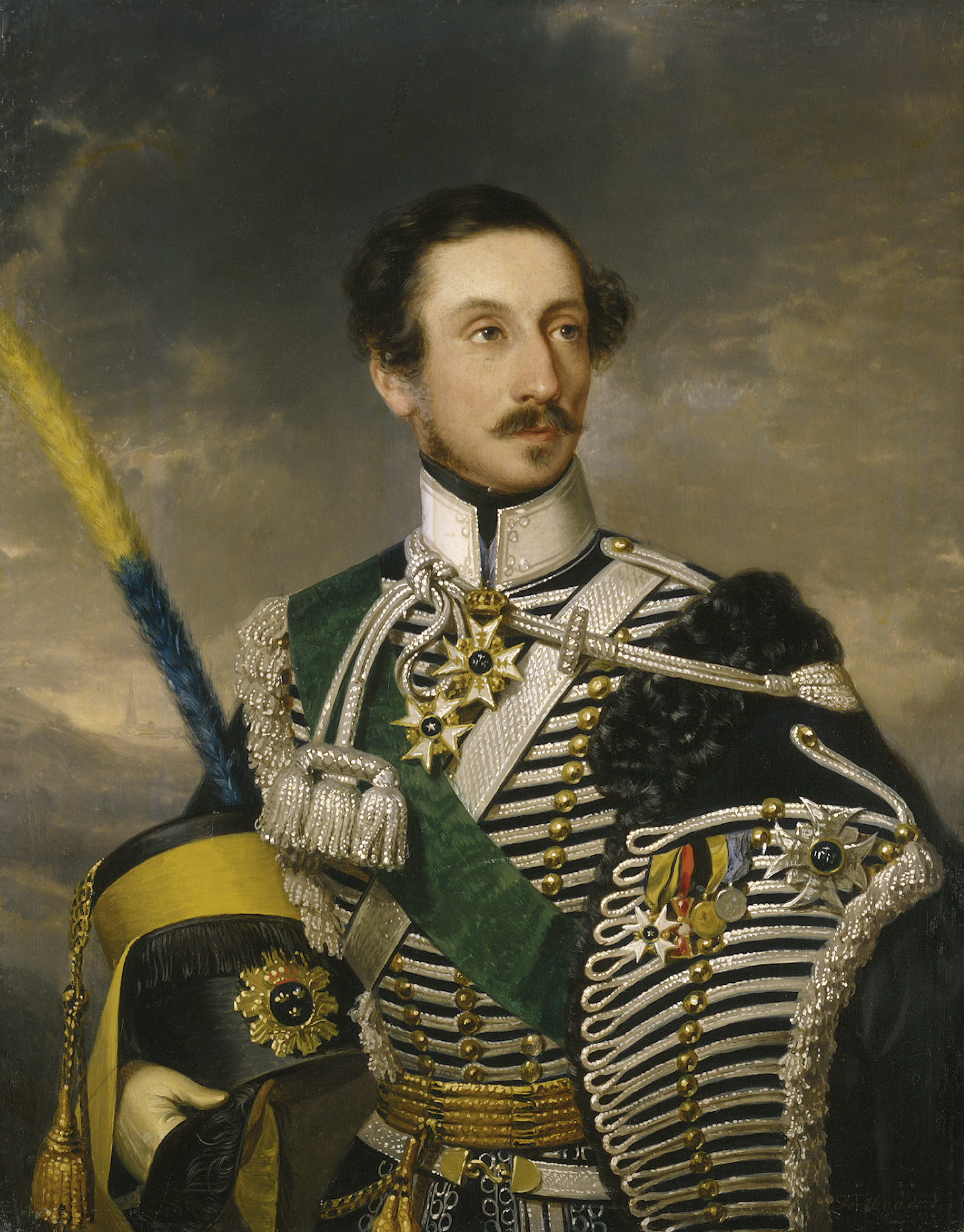
Carl Gustaf Löwenhielm i uniform för Livregementets husarer, med kraschan för Serafimerorden på dolman samt även Svärdsordens riddartecken, Sankt Vladimirs orden, För tapperhet i fält samt Medalj för 1812 års fälttåg på bröstet, runt halsen bär han det stora ämbetstecknet för Serafimerorden samt Nordstjärneorden.

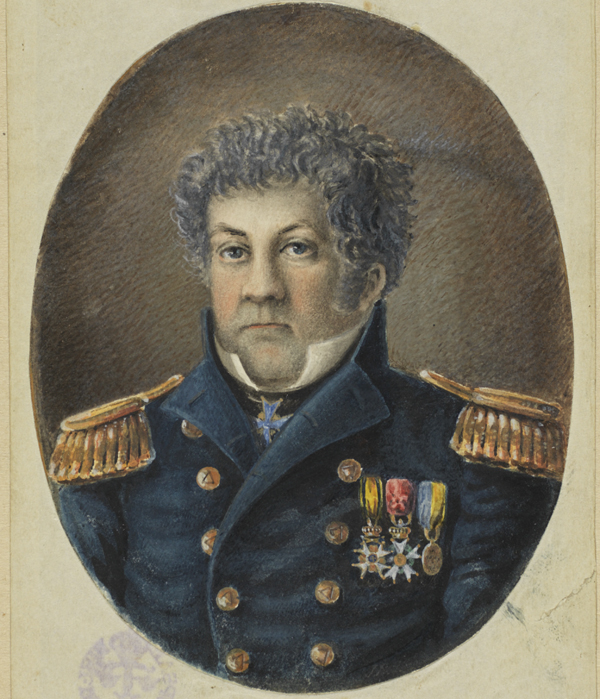
Porträtt av Carl af Forsell iklädd uniform, med Svärdsorden, Hederslegionen samt För tapperhet i fält på bröstet. Runt halsen syns Pour le Mérite. Porträttet finns på Uppsala universitetsbibliotek.

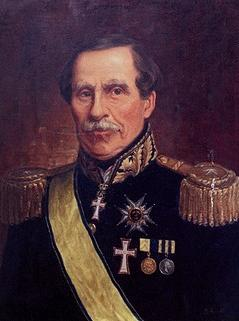
Målning av Gustaf Jacob af Dalström i uniform, på bröstet ser man hans utmärkelser och däribland För tapperhet i fält samt Karl Johansmedaljen.

### Guld
- Carl Fredrik Akrell, officer i armén för att ha blivit sårad i bröstet i Slaget vid Leipzig
- Anders Johan Amilon, löjtnant vid Hälsinge regemente, Andre majorens kompani [69]
- Gustaf Jacob af Dalström, kapten och brigadadjutant vid armén. Erhöll medaljen i guld efter att han fått en häst skjuten under sig, samt två blessyrer under Slaget vid Rosslau den 29 september 1813.[70]
- Carl Erik Drakenberg, född 1787-06-10 Påarp. Kvartermästare vid Västgöta linjedragonregemente 1803-04-07. Sekundadjutant vid Västgöta dragonregemente 1807-04-16. Underofficers- och officersexamen under gradpassering vid livgardet till häst 1807. Kornett vid Västgöta dragonregemente 1808-02-15. 2. löjtnant vid Västgöta regemente 1812-03-03. 1. löjtnant vid Västgöta regemente 1812-07-21. GMtf 1813-09-28. Kapten 1817-08-03. Stabskapten 1820-02-15. RSO 1830-12-01. Avsked 1838-03-09. Död 1867-01-30 i Broddetorp.[71]
- Gustaf Stanislaus von Engeström, friherre och greve von Engeström till Rävelstad. Greve vid faderns död 1826, född 1791-07-28 i Warschau. Kornett vid livgardet till häst 1808. Löjtnant vid livgardet till häst 1809-12-13. Kammarherre. Ryttmästare i armén (KrAB.) 1812-11-17 och i regementet (KrAB.) 1812-12-23. Stabsryttmästare (KrAB.) 1813-06-22. RSO 1813-11-04. RPrOPlemér. Major vid Smålands dragonregemente 1814-02-06. Konfirmationsfullmakt 1814-04-19. GMtf 1814 (KrAB.). Brigadadjutant och major vid Livregementetsbrigaden 1814-12-13. Major i Generalstaben. Överstelöjtnants avsked 1817-02-04. Ingick sedan i preussisk tjänst. Generalmajor i rysk tjänst (Ka.). Död 1850. Han bevistade såsom adjutant hos preussiska fältmarskalken von Blücher kriget i Tyskland och var därunder med i det stora slaget vid Leipzig. Skickades sedan 1813-10-31 såsom kurir till Stockholm med nyheter om nämnda seger.[72]
- Germund Abraham Falkengréen, född 1792-08-19 på Möckelsnäs. Sergeant vid Kronobergs regemente 1802-05-24. Avsked 1810-11-01. Sergeant vid Vendes artilleriregemente 1810-11-08. Officerskadett 1811-05-12. Underlöjtnant vid Vendes artilleriregemente 1811-05-14. Löjtnant 1820-12-15. Kapten 1830-02-13. RSO 1837-09-29. Major 1846-11-25. Avsked 1849-04-24. Död barnlös 1880-05-02 på Viken. Bevistade 1813–14 års krig samt innehade GMtf och CXIVJoh.medalj.[73]
- Per Christoffer Falkengréen, född 1793-10-16 på Möckelsnäs. Sergeant vid Kronobergs regemente 1810-12-31. Fänrik i regementet 1812-02-18 och vid regementet (KrAB.) 1815-02-18. GMtf. Stabslöjtnant vid regementet 1819-03-27. 1. löjtnant (KrAB.) 1823-08-26. Kapten i regementet 1826-05-11. 2. kapten 1826-09-21. Regementskvartermästare (KrAB.) 1831-06-09. RSO 1839-01-26. Avsked. Postmästare i Alingsås 1853-09-21. CXIVJoh.medalj 1855. Död 1859-03-01 i Alingsås. Bevistade 1813–14 års krig.[74]
- Carl af Forsell, kapten vid fältmätningskåren och kronprins Karl Johans adjutant. Erhöll medaljen i guld 1813.
- Carl Johan Gripenberg, kapten vid Hälsinge regemente, Förste majorens kompani [69]
- Nils Christoffer Gyllenstierna, född 1789-09-27. Fanjunkare. Kornett vid livgardet till häst 1811-11-19. Deltog i kriget 1813–1814. 2. Löjtnant vid nämnda garde 1813-05-08. GMtf s. å. i slaget vid Leipzig. 1. löjtnant 1815-01-17. Avsked ur krigstjänsten s. å. 24/1. Kammarherre 1819. RSO 1820-06-23. CXIV Joh:s medalj 1854. KNO 1863-05-03. Död 1865-07-15 Krapperup.[75]
- Josef Hierta, född 1788-06-22. Kadett vid Karlberg 1800-06-12. Utexamen 1807-04-02. Underlöjtnant vid örlogsflottan s. å. 10/4. Löjtnant därst. 1809-06-29. GMtf 1813. Kapten 1820-03-30. Major 1823-07-04 RSO 1827-07-04. Chef för matroskompaniet i Karlskrona. Kommendörkapten vid flottan 1833-04-27. Död 1853-09-12 i Stockholm i kolera.[76]
- Claes Fredrik Horn af Åminne, född 1791-03-12 Huvudsta. Fältväbel vid Östgöta kavalleriregemente. 3. adjutant vid Närkes och Värmlands regemente 1808-08-09. Kornett och 2. adjutant vid livregementetsbrigadens husarkår 1809-02-19. Löjtnant därst. 1812-05-09. GMtf 1814-08-25. Avsked med tillstånd att såsom ryttmästare inträda i regementet 1815-02-21. Avsked 1822-02-05. RSO 1842-01-28. T. f. landshövding i Stockholms län s. å. 23/7. Landshövding därst. 1843-05-06. Avsked 1849-03-16. CXIV Joh:s medalj 1854. Död 1865-04-08 i Stockholm.[77]
- Carl Gustaf Klingspor, fänrik vid Södermanlands regemente, erhöll medaljen i guld för anfall mot fienden vid Opsal den 20 april 1808. Erhöll medaljen i guld på nytt för visat mod under Slaget vid Leipzig den 19 oktober 1813..[78][79]
- Adam Sebastian Lagerberg, född 1783-01-15 på bostället Uddestorp i Agnestorps socken, Skaraborgs län. Volontär vid Västgöta kavalleriregemente 1796-04-29. Student i Lund 1798. Sergeant vid Skaraborgs regemente 1800-08-21. Fänrik vid Skaraborgs regemente 1803-08-09. 2. adjutant 1804-12-20. Löjtnant 1812-04-22. Konstituerad kapten 1814-05-23. Konfirmationsfullmakt 1814-07-12. Död 1823-11-27 i Göteborg och begraven i Värsås kyrka, Skaraborgs län, där hans vapen uppsattes. Han bevistade fälttåget i Norge 1808 och 1809 och i Tyskland 1813, där han svårt sårades i slaget vid Rosslau 1813-09-29, samt erhöll samma datum GMtf.[80]
- Carl Greger Leijonhufvud, född 1786-06-09 Nykvarn. Kadett vid Karlberg 1795-09-24. Avgången därifrån före 1800. Underlöjtnant vid Svea artilleriregemente 1803-04-27. Mindre artilleriexamen 1805-01-29. Större artilleriexamen 1807-03-05. Stabslöjtnant vid Svea artilleriregemente 1811-03-19. GMtf 1813-11-02. Kapten vid Hälsinge regemente 1816-05-21. Stabskapten 1816-07-30. 2. Major vid Hälsinge regemente 1823-03-04. RSO 1823-07-04. Överstelöjtnant och 1. major 1831-03-05. Överste i armén 1839-01-26. Postmästare i Köping 1851-04-29. CXIVJoh:s medalj 1855-10-27. Död 1857-05-27 i Köping och begraven i familjegraven under Lillkyrka kyrka. 'Han bevistade fälttågen 1808 och 1809 mot Norge och Finland samt expeditionen till Västerbotten. Bevistade krigen i Tyskland och Norge 1813 och 1814. Blesserades i slaget vid Leipzig i bröstet och vänstra handen'.[81]
- Axel Lewenhaupt, född 1796-07-02 Forstena. Kadett vid Karlberg 1809-10-07. Utexaminerad 1812-09-15. Fänrik vid Närkes regemente 1812-07-14. Bevistade fälttågen i Tyskland och Norge 1813 och 1814. GMtf. Löjtnant 1817-12-16. Kapten 1828-05-17. RSO 1837-01-28. Major i armén 1839-12-07. Avsked ur krigstjänsten 1843-06-12. Ordförande 1847-03-05–1855-09-21 i Mälarprovinsernas ensk. bank, i vilkens stiftande, liksom i Örebro enskilda banks, han tog verksam del. Ordförande i Trögds hushållningsnämnd 1847–1857. Ledamot av Uppsala läns hushållningssällskaps förvaltningsutskott 1850–1856. C XIV Joh:s medalj 1855-07-16. Död 1863-11-01 i Uppsala och begraven på därvarande kyrkogård[82]
- Gustaf Rutger von Liewen, född 1772-05-14 Brödåkra s län. Sekundkorpral vid södra skånska kavalleriregementets vargering 1790-03-26. Kvartermästare därst. s. å. 4/7. Avsked 1791-02-02. Sergeant vid konungens eget värvade regemente s. å. 15/3. Fänrik därst. 1793-09-02. Officersexamen s. å. 17/9. Löjtnant i armén 1799-12-18. Löjtnant vid regementet 1801-10-26. Kapten och regementskvartermästare därst. 1811-06-11. GMtf 1815-04-15. Kapten med kompani 1817-06-03. RSO 1818-05-11. Major 1821-05-14. Överstelöjtnant i armén 1823-07-04. T. f. kommendant i Landskrona 1826-07-01–1826-10-01. Avsked 1829-04-24 då regementet upplöstes. Överste i armén s. å. 22/5. Död 1835-01-13 i Stockholm.[83]
- Carl Gustaf Löwenhielm, löjtnant vid Livregementets husarer erhöll medaljen i guld  1814.[84]
- Carl Gustaf Hjalmar Mörner af Morlanda, född 1794-05-07 i Stockholm. Fänrik vid Svea livgarde s. å. 13/5. Kadett vid Karlberg 1806-05-01. Kvartermästare vid Smålands kavalleriregemente 1809. Kornett därst. 1810-05-15. Avgången från krigsakademien s. å. 31/5. 1820-11-30. Ryttmästares n. h. o. v. 1824-03-23. Död ogift 1837-09-14 i Paris. Bevistade fälttåget i Tyskland 1813 och innehade Gmtf.[85]
- Carl Fredrik Bernhard von der Lancken, naturaliserad von der Lancken och friherre von der Lancken Wakenitz, född 1778-09-08 på riddargodset Lanckensburg på ön Rügen. Volontär vid livhusarregementet 1795-11-01. Fanjunkare vid livhusarregementet 1796-04-26. Stabskornett 1796-05-15. Löjtnant vid Mörnerska husarregementet 1797-09-09. Stabsryttmästare vid Mörnerska husarregementet 1802-06-05. RSO 1807-02-07. Fången vid Ückermünde 1807-04-17. Major i armén 1812-01-14. 2. Major vid regementet 1812-07-28. Överstelöjtnant i armén 1813-12-29. GMtf 1814-09. Överste i armén 1815-11-07. 1. Major vid regementet 1816-02-27. Naturaliserad svensk adelsman 1816-03-26. Friherre 1816-04-02 enligt 37 § R.F. (introducerad 1816-05-22 såsom adelsman under nr 2239 och såsom friherre under nr 353, allt med bibehållande av sitt förra namn och med tillägg av sin frus släktnamn). Överste i arméns generalstab 1816-07-30. Avsked 1818-07-24. Ånyo överste i generalstaben med förut innehavd tur 1818-12-19. Generaladjutant i generalstaben 1819-06-24. KSO 1829-08-31. Avsked 1835-07-14. Död 1837-06-11 på Boldevitz på Rügen. Han bevistade fälttågen i Pommern 1805–1807, varunder han 1807-04-16 i affären vid Ückermünde blev fången av fransmännen och ej återkom förrän 1810, kriget i Tyskland 1813 och därunder slagen vid Grossbeeren, Dennewitz och Leipzig samt slaget vid Bornhöft, ävensom fälttåget i Norge.[86]
- Gustaf Fredrik Natt och Dag, född 1779-03-30 i Gerums socken, Skaraborgs län. Fänrik i Bohusläns regemente 1797-12-11. Fänrik vid regementet 1802-12-16. Löjtnant vid regementet 1804-05-02 och vid Skaraborgs regemente 1808-02-01. Kapten vid regementet 1812-04-22. GMtf 1813-09-29. RSO 1819-06-24. Major i armén 1822-08-14. Avsked 1829-02-28. Överstelöjtnant 1830. Död 1855-02-02 Floda. Han bevistade fälttåget i Pommern 1807 och blev då fången hos fransmännen vid Ückermünde 1807-04-00, likaledes fälttåget i Tyskland 1813, då han vid Rosslau 1813-09-29 blev illa blesserad.[87]
- Erik Johan Gabriel Oxenstierna, född 1790-06-28 i Söderbykarls socken, Stockholms län. Volontär vid fortifikationen 1807-05-06. Page hos änkedrottning Sofia Magdalena s. å. 1/7. Underlöjtnant vid Värmlands fältjägarbataljon 1809-04-19. Fänrik vid 2. livgardet 1811-01-15. Löjtnant 1814-05-12. GMtf s. d. Löjtnant och adjutant vid nämnda garde 1815-12-12. Kapten i arméns generalstab 1816-04-30. Kavaljer hos prinsessan Sofia Albertina 1817-02-18 kapten vid gardet 1820-06-24. Major i generalstaben 1821-05-08. 3. Major vid Södermanlands regemente 1822-04-23. RSO 1824-07-17. 2. Major vid sistnämnda regemente s. å. 14/9. Överstelöjtnant i armén 1826-05-11. Kabinettskammarherre s. å. 20/10 avsked från regementet 1828-05-28 med tillstånd att kvarstå såsom överstelöjtnant i armén. Död 1843-07-10 i Uppsala Han gjorde åren 1813 och 1814 såsom stabsadjutant hos generallöjtnanten, greve Sandels tjänst under fälttågen i Tyskland, Brabant och Norge samt bevistade bataljerna vid Gross-Beeren, Dennewitz, Roslau och Leipzig, blockaden av Maastricht och träffningen vid Issebro.[88]
- Carl Petter Ramberg, Fänrik i Armén och regementskvartermästare i Pommerska lantvärnsbataljonen, Deltog vid Grossbeeren och Dennewitz, erhöll GMtf 1814 oc tidigare SMtf 1808.[89]
- Gustaf Adolf Ramsay, född 1794-03-23 i Kuopio. Student i Åbo 1809-10-10. Sergeant vid arméns flottas Stockholmseskader 1811-03-18. Flaggjunkare därst. s. å. 6/4. 1. Adjutant vid Värmlands fältjägarregemente 1812-03-03. Sekundlöjtnant därst. s. å. 18/12. Konfirm.fullm. 1813-02-12. Bevistade 1813 och 1814 års fälttåg i Tyskland, Holstein och Flandern. GMtf 1813-10-19 bevistade 1814 års fälttåg i Norge. Premiärlöjtnant 1816-03-26. Kaptens n. h. o. v. s. d. Stabskapten och kompanichef 1818-02-17. Majors avsked ur svensk tjänst s. å. 14/7. Överflyttade till Finland och ingick i rysk tjänst som kapten vid nyslottska infanteriregementet 1819-07-06. Major vid viborgska infanteriregementet 1822-06-23. Bataljonschef vid 45. jägarregementet 1824-01-01. Transp. till finska jägarregementet 1826-03-14. Chef för 6. finska skarpskyttebataljonen 1827-05-12. Transp. till wjatska infanteriregementet 1829-01-17. Befälhavare för 1. bataljonen av ufimska infanteriregementet s. å. Bevistade med denna trupp fälttåget i Turkiet s. å. Överstelöjtnant s. å. 11/9. Transp. till ufimska infanteriregementet s. å. 28/11. Erhöll den till minne av nämnda fälttåg instiftade medaljen 1830-01-07 transp. till fältmarskalken, greve Osten-Sackens infanteriregemente s. å. 8/11. Överstes avsked 1832-04-20. Vice landshövding i Savolaks och Karelens, sedermera Kuopio, län 1833-04-16. Guvernör i Kuopio län 1837-03-22. RRS:tAO2kl 1839-12-18. RRS:tV1O3kl 1844-01-19 och RRS:tStO1kl 1849-03-21. Avsked 1854-03-01. Död 1859-05-08 i Helsingfors.[90]
- Gustaf von Rosen, född 1788-07-20 på Odersberga. Sergeant vid konungens eget värvade regemente 1804-10-20. Kvartermästare vid skånska karabinjärregementet 1806-05-18. Kornett vid skånska karabinjärregementet 1806-10-04. GMtf för bataljen vid Bornhöft 1813-12-07. Löjtnant 1814-11-08. Ryttmästares karaktär 1815-11-21 Ryttmästare vid skånska dragonregementet 1817-06-03. RSO 1824-07-04. Major i armén 1837-09-29. Död 1842-09-08 i Köpinge socken, Kristianstads län. Han deltog i kriget i Tyskland 1813 och 1814.[91]
- Magnus von Rosen, Löjtnant vid Bohusläns regemente 1812-04-22. Kapten i generalstaben och regementet 1813-10-22. GMtf 1813. Han bevistade kriget i Tyskland och Norge 1813 och 1814 samt därunder bataljerna vid Grossbeeren, Dennewitz och Leipzig samt Kjölbergs bro.[92]
- Fredrik Rosenblad, född 1788-01-14 i Lund. Kvartermästare vid södra skånska kavalleriregementet 1795-06-01. Kadett vid Karlberg 1802-09-28. Utexaminerad 1807-04-02. Kornett vid skånska karabinjärregementet 1807-04-10. Löjtnant i armén 1814-11-16 och vid regementet 1815-05-02. GMtf 1816. Ryttmästare vid skånska dragonregementet 1820-10-19. RSO 1826-05-11. Major i armén 1837-09-29 och i regementet 1839-12-21. Överstelöjtnant och 1. major 1841-09-11. Avsked 1847-01-19. CXIVJoh:s medalj 1855. Död 1861-02-26 Hellerup. Bevistade kriget i Tyskland 1813 och 1814.[93]
- Carl Ulf Siöblad, född 1792-01-06 sergeant vid arméns flotta 1799-05-06. Kadett vid Karlberg 1807-09-29. Fänrik vid Upplands regemente 1812-03-22. Transportera till Västgöta regemente 1812-05-24. GMtf 1814-04-10. Löjtnant vid Västgöta regemente 1816-09-24. Kapten vid Västgöta regemente 1825-04-19. Avsked 1835-08-13. Död barnlös 1857-13-13 Kastellgården.[94]
- David Henrik Stierncrona, till Åkeshov m. m. Född 1786-03-28 i Stockholm. Kornett vid lätta livdragonregementet 1805-03-02. Löjtnant vid livgardet till häst 1808-04-25. Ryttmästare därst. 1810-04-10. Adjutant hos konungen s. å. 4/10. Adjutant hos kronprinsen s. å. 15/11. GMtf 1813. RSO s. å. 24/12. Överstelöjtnant i armén 1814-01-11. 3. Major vid skånska karabinjärregementet s. å. 4/10. 1. major vid nyssn. regemente 1816-10-08. Överste och chef för regementet 1817-08-26. Generaladjutant i arméns generalstab 1819-06-24. LKrVA 1823. RRS:tAO2kl. Generalmajor och chef för tredje kavalleribrigaden 1825-02-15. 1. adjutant hos konungen s. d. KSO 1826-05-11. T. f. chef för skånska husarregementet 1829-05-28. KmstkSO 1837-09-29. Överhovjägmästare 1838-05-30. Generalbefälhavare i 3. militärdistriktet 1841-01-11. Generallöjtnant 1843-02-06. Död 1845-01-31 Lagmansö hos sin syster och svåger samt begraven i friherrliga Falkenbergska graven i Vadsbro kyrka.[95]
- Johan Jakob Ulfsax, född 1777-08-11. Kadett vid Karlberg 1792-12-12. Utexaminerad 1797-03-16. Fänrik vid arméns flotta s. å. 8/12. Adjutant vid Jönköpings regemente 1799-02-12. Stabslöjtnant därst. 1808-05-13. Stabskapten 1812-07-14. GMtf 1813. RSO 1819-06-24. Major i armén 1822-01-26. Avsked från regementet med överstelöjtnants n. h. o. v. och med tillstånd att kvarstå i armén 1828-04-21. Död 1855-12-24 i Eksjö.[96]
- J. G. Unander, kapten vid Hälsinge regemente, Förste majorens kompani [69]
- August af Wetterstedt, född 1789-09-19 i Stockholm. Fanjunkare vid Svea livgarde 1805-10-01. Kornett vid livregementetsbrigadens kyrassiärkår 1808-02-19. Löjtnant därst. 1812-02-18. GMtf. Ryttmästare vid nämnda kår 1816-04-02 och i generalstaben s. å. 13/8. RSO och major i generalstaben 1818-05-11. Död ogift 1819-05-18 i Paris.[97]

### Silver
- Soldat Manlig, Volontär nr 21,  2. Sjöartilleriregementet, Örlogsflottan. Erhöll medaljen i silver 1813 (fick dessutom För tapperhet till sjöss samt en preussisk tapperhetsmedalj).
- Olof Lindman, sergeant, Hälsinge regemente, Livkompaniet, tilldelades medalj i silver. Innehar även kejserliga ryska Sankt Georgsordens kors.[98]
- Halvard Sköld, korpral, Hälsinge regemente, Järvsö kompaniet, tilldelades medalj i silver. Innehar även kejserliga ryska Sankt Georgsordens kors.[98]
- Anders Fast, korpral, Hälsinge regemente, Andre majorens kompani, tilldelades medalj i silver. Innehar sedan 30/6 även kejserliga ryska Sankt Georgsordens kors.[98]
- Pehr Skytt, Underofficerskorpral, Hälsinge regemente, Delsbo kompani, tilldelades medalj i silver. .[69]
- Daniel Wigg, Underofficerskorpral, Hälsinge regemente, Delsbo kompani, tilldelades medalj i silver. .[69]
- Hans Borck, korpral, Hälsinge regemente, Delsbo kompani, tilldelades medalj i silver. .[69]
- Jöns Skjön, sergeant, Hälsinge regemente, Andre majorens kompani, tilldelades medalj i silver. .[99]
- Elias Skjöld, korpral, Hälsinge regemente, Andre majorens kompani, tilldelades medalj i silver. .[99]
- Hans Wallgren, sergeant, Hälsinge regemente, Andre majorens kompani, tilldelades medalj i silver. .[69]
- Pehr Tyrell, vicekorpral, Hälsinge regemente, Andre majorens kompani, tilldelades medalj i silver. .[69]
- Olof Lind, sergeant, Hälsinge regemente, Järvsö, tilldelades medalj i silver. .[69]
- Jonas Äng, korpral, Hälsinge regemente, Järvsö kompani, tilldelades medalj i silver. .[69]
- Mårten Smed, soldat, Hälsinge regemente, Järvsö kompani, tilldelades medalj i silver. .[69]
- Lars Fredrik Hedlund, fanjunkare vid Livgardet till häst tilldelades medalj i silver.
- Magnus Olof von Gegerfelt, född tvilling 1785-05-29 i Alsheda socken, Jönköpings län. Volontär vid Smålands lätta dragonregemente 1798-12-16. Korpral därst. 1802-06-22. Kvartermästare 1810-11-01. Fanjunkare i regementet 1813-05-05. SMtf 1814. RRS:tGO5kl. Avsked 1836-12-31. Död 1837-11-02 i Jönköping.[100]
- Edward Marks, korpral vid britiska raketartilleriet. SMtf efter slaget vid Leipzig.[101]
- Gustaf Vilhelm Gyllenhammar, född 1794-10-27 Bohult. Furir vid Bohusläns lantvärn 1808-06-22. Furir vid Vendes artilleriregemente 1811-01-16. Sergeant därst. 1813-01-31. SMtf s. å. Artilleriunderofficersexamen s. å. 20/3. GMtf 1814 efter slaget vid Leipzig. Stabsunderlöjtnant vid nämnda artilleriregemente 1815-01-17. Artilleriofficersexamen1 1817-11-04. Avsked från regementet med tillstånd att kvarstå i armén1 1818-09-23. Fänrik vid Gotlands nationalbeväring 1828-01-23. Löjtnant därst.4 s. å. 27/2. Kapten 1843-08-14. Kommendant på Varberg och direktör för där varande straffängelse 1848-08-23. Major i armén 1853-05-04. RSO 1858-04-28. Avsked från Gotlands nationalbeväring 1861-03-12. Avsked ur armén och från kommendantsbefattningen s. å. 23/10. Död 1866-01-01 i Varberg. Han deltog i krigshändelserna mot Norge 1808 samt i kriget i Tyskland 1813–1814 och mot Norge 1814.[102]
- Johan Bernhard Berndt Kuylenstierna, född 1797-06-04 Ekängen. Furir vid Vendes artilleriregemente 1807-10-01. Sergeant 1812-06-04. SMtf 1813-12-12. Avlade den större underofficersexamen 1815-05-16. Fänrik vid södra skånska infanteriregementet 1816-05-24. Löjtnant vid södra skånska infanteriregementet 1820-03-30. Avsked med tillstånd att som löjtnant kvarstå i armén och med kaptens n. h. o. v. 1828-01-23. Avsked ur krigstjänsten 1855-01-17. Carl XIV Johans medalj 1855. Död 1879-01-30 i Skövde. Han deltog i fälttåget i Tyskland 1813 och var därunder med i slagen vid Grossbeeren, Dennewitz och Leipzig, tåget till Nederländerna och cerneringen av Maastricht 1814 samt fälttåget mot Norge 1814.[103]
- Johan Vilhelm Kuylenstierna, född 1794-09-13. Sergeant vid Vendes artilleriregemente 1812-04-28. SMtf 1814. Artilleriunderofficersexamen 1815-03-06. Adjutant vid Jämtlands fältjägarregemente 1815-11-21. Löjtnant vid Jämtlands fältjägarregemente 1816-06-11. Officersexamen 1816-10-14. 1. regementsadjutant 1820-05-09. Kapten i regementet 1827-04-25. Major i regementet 1836-09-02. RSO 1837-06-24. Tillföordnad gränsbefälhavare i Haparanda 1838-06-27. Postkommissarie i Haparanda 1839-03-22. Major i armén 1839-08-03. Död ogift 1855-03-21 Haparanda. Bevistade fälttågen i Tyskland och Norge 1813 och 1814.[104]
- Axel Adolf Ridderbjelke, född 1787-11-17 i Rännelanda sn9. Furir vid Göta artilleriregemente 1806-12-30. Sergeant därst. 1809-04-29. SMtf 1813-12-16. Avsked 1815-12-15. Sergeant vid Västgötadals regemente s. å. 30/9. Avsked 1838-04-30. Död barnlös 1859-05-24 i Ulricehamn. Han bevistade danska fälttåget 1808 samt kriget i Tyskland och Norge 1813–1814 och erhöll tapperhetsmedaljen för deltagandet i stormningen av Leipzig 1813.[105]
- Gustaf Vilhelm Wästfelt, född tvilling 1796-06-17 Olovsborg. Volontär vid Västgöta regemente 1811-03-12. Rustmästare därst. 1812-03-14. Sergeant. SMtf 1813. Fänrik vid Skaraborgs regemente 1814-11-16. Löjtnant därst. 1818-04-14. Kapten 1827-10-10. RSO 1838-03-14. 2. Major 1845-12-11. Postmästare i Medevi 1854-10-13. Död 1861-12-18 genom olyckshändelse vid åkning vid Nykyrka gästgivargård och begraven i Motala.[106]

## UnderFälttåget mot Norge1814

### Guld
- Otto Magnus Drake af Hagelsrum, till Rödjenäs i Björkö socken, Jönköpings län. Född 1775-10-16 på Ryssebo. Antagen i krigstjänst 1780. Stabsfänrik vid Jönköpings regemente 1782-12-20. Premiäradjutant vid Jönköpings regemente 1786-12-14. Fänrik 1795-12-20. Stabslöjtnant 1802-02-04. Kapten 1808-05-13. Major i armén 1813-12-15. 3. Major i regementet 1816-09-24. 2. Major 1817-07-29. GMtf 1818 . RSO 1815-03-12. Överstelöjtnant i armén 1823-07-04. Avsked 1825-11-11. Död 1844-08-06 i Eksjö. Han deltog i finska kriget 1808–1809, i fälttåget i Tyskland mot Napoleon 1813–1814 samt norska fälttåget 1814.[107]
- Nils Drakenberg, född 1783-07-04. Kadett vid Karlberg 1797-09-24. Utexaminerad 1801-09-28. Fänrik vid arméns flotta 1801-10-06. Löjtnant vid arméns flotta 1808-12-08. GMtf 1814. Kapten 1815-01-24. RSO 1823-07-04. Kapten och kompanichef 1824-11-23. Major vid sjöartillerikåren vid Kungl. Maj:ts flotta 1825-01-19. † barnlös 1837-04-11 i Karlskrona. Han bevistade sjökrigen 1808 och 1809 samt 1813 och 1814 [108]
- Carl Halden (1784-1826),löjtnant Södra skånska infanteriregementet, adjutant till general Boije. Tilldelades medaljen i guld efter att den 9/8 1814 med en liten patrull tagit 35 fångar i Tryggestad.
- Gustaf Alexander Lilliehöök af Fårdala, född 1796-11-02 i Nylands län. Sergeant vid arméns flotta 1811-05-29. Officersexamen 1813-01-11. Underlöjtnant vid Värmlands fältjägarregemente 1813-03-02. Löjtnant vid Värmlands fältjägarregemente 1816-10-22. Kapten i armén 1824-12-01 och vid Värmlands fältjägarregemente 1827-04-25. RSO 1835-10-10. Major 1840-05-15. Överstelöjtnant och 1. major 1844-03-06. Avsked 1848-06-02. Död 1863-12-20 på Uggleberg. Gjorde 1813 och 1814 kriget emot Norge och erhöll GMtf.[109]
- Göran Abraham Gabriel Oxenstierna, född 1794-04-24 i Stockholm. Page hos hertigen av Södermanland 1811-01-13. Furir vid Svea artilleriregemente 1812-02-11. Fänrik vid 2. livgrenadjärregementet s. å. 8/12. Löjtnant därst. 1826-05-11. Kaptens avsked. Död ogift 1856-02-23 i Linköping och begraven på kyrkogården därst. Han bevistade 1813 och 1814 kriget i Tyskland och Norge och utmärkte sig vid passagen över Kjölbergs bro den 14 aug. sistnämnda år samt erhöll GMtf.[110]
- Johan Eric Söderberg, född 20 maj 1779. Löjtnant och regementskvartersmästare i armén. Deltog i striderna vid Lier och Medeskogs kyrka där han blev svårt sårad i vänstra benet av en 24 lödig fältslangkula och tillfångatagen och förd till Kongsvinger. Återkom från fångenskapen den 13 september och intagen på svenska arméns sjukhus i Wägge i Värmland.[111]
- Abraham Henrik Ulfvenclou, född 1793-10-23 på Kläckeberga. Kadett vid Karlberg 1806-11-01. Utexaminerad 1811-03-30. Fänrik vid Kronobergs regemente s. å. 10/4. GMtf 1814-01-18. Löjtnant i armén 1817-07-29 och vid regementet 1818-12-19. Död ogift 1823-10-21 av ett vådaskott ur sin egen. Bössa under en jakt nära Göholm i Listerby socken. Blekinge län och slöt ätten på svärdssidan. Han bevistade fälttågen i Tyskland och Norge 1813 och 1814.[112]
- Carl Abraham Westman, född 18 december 1785. Regementskvartersmästare vid Elfborgs lantvärnsbataljon 1808. Officersexamen 1809. I Pommern 1813 tillhörde han Engelbrechtenska regementet. Deltog med Värmlands regemente i Norge 1814. Deltog i striderna vid Malmesberget Lier och Medskog där han sårades svårt "hvarvid såväl andarne af armen, vänstra armleden, som förarmens ben jämte själfva ledgången blefvo förstörda" samt tillfångatogs. Han intogs på invalidinrättningen på Ulriksdal, men blev redan i november året därpå på grund av upprepade förseelserskild från denna och förflyttad till Stockholm. Tilldelad GMtf.[113]

### Silver
- Andreas Ahlqvist, Westgöta-Dals regemente, för insatsen vid Skottsbergs sund i Norge 1808, då han sårades i huvudet.
- Nils Persson Wikblad, Västerbottens regemente, Skellefteå kompani, tilldelades medaljen i silver 1814 under kampanjen i Norge för att ha blivit blesserad i högra handen och i vänstra benet.[114]
- Jonas Andersson Ståhlbröst, Västerbottens regemente, Skellefteå kompani, tilldelades medaljen i silver 1814 under kampanjen i Norge.[114]
- Hans Larsson Holmberg, Västerbottens regemente, Skellefteå kompani, tilldelades medaljen i silver 1814 under kampanjen i Norge.[114]
- Olof Eriksson Tiger Lof, Västerbottens regemente, Lövångers kompani, tilldelades medaljen i silver 1814 under kampanjen i Norge för att ha blivit blesserad i vänstra låret.[114]
- Jonas Persson Resolut, Västerbottens regemente, Lövångers kompani, tilldelades medaljen i silver 1814 under kampanjen i Norge för att ha blivit blesserad vänstra och högra knäet.[114]
- Mikael Lindström Fältskytt, Västerbottens regemente, Lövångers kompani, tilldelades medaljen i silver 1814 under kampanjen i Norge för att ha blivit blesserad genom vänstra låret och axeln.[114]
- Jonas Olovsson Wind, Västerbottens regemente, Lövångers kompani, tilldelades medaljen i silver 1814 under kampanjen i Norge för att ha blivit blesserad i vänstra benet.[114]
- Per Persson Åberg, Västerbottens regemente, Lövångers kompani, tilldelades medaljen i silver 1814 under kampanjen i Norge för att ha blivit blesserad i vänstra foten.[114]
- Anders Olsson Renman, Västerbottens regemente, Lövångers kompani, tilldelades medaljen i silver 1814 under kampanjen i Norge för att ha blivit blesserad genom högre knäet.[114]
- Daniel Risberg Pettersson (1769-1818), i ndelt soldat, Kronobergs regemente, Kinnevalds kompani, tilldelades medaljen i silver.[115]
- Jonas Bergdahl (1787-1823), fältväbel, Västerbottens regemente, Kalix kompani.[116]
- Abraham Abrahamsson Järf (1784-1855), indelt soldat i Narken, Överkalix sn, Västerbottens regemente, Kalix kompani. Innehar även kejserliga ryska Sankt Georgsordens kors.[117]
- Carl Eriksson Gry (1786-1855), jägare, Älvsborgs regemente, Livkompaniet, tilldelades medalj i silver.
- Underskeppare Carl Johan Dahn, Arméns flotta (Sthlms esk.); Tilldelad såväl SMtf som SMts 1814; utstraffad 1816 10/5.

## UnderFörsta Carlistkriget
- Carl Gabriel Napoleon Kalling, löjtnant. Erhöll medaljen 1837 som kapten i engelsk tjänst åren 1835-1837.

## Under Fransk militärexpedition i Afrika 1841–1842
- Wilhelm Sandels[118]född 1818-10-01 i Stockholm. Kadett vid Karlberg 1831-10-10. Utexaminerad 1835-09-18. Underlöjtnant vid livregementets dragonkår 1835-11-04. Bevistade franska arméns expedition i Afrika 1841– 1842. Ordonnansofficer hos konungen 1842-10-12. RFrHL 1843-01-24. Gmtf 1843-10-12. Löjtnant 1844-11-26. Understallmästare hos konungen 1846-06-24. Stallmästare hos högstdensamme 1848-12-06. Stallmästare hos kronprinsen 1849-09-23. Ryttmästare 1856-03-27. KDDO 1856-09-22. Hovmarskalk hos kronprinsen-regenten 1858-01-22. KNS:tOO 1858-07-04. KNassAdO2kl 1858-07-13. Hovstallmästare 1858-12-01. RSO 1859-01-28. Förste hovmarskalk och förste hovstallmästare 1859-07-11. StkDDO 1859-08-10. KNO 1kl 1860-05-05 TNIO1kl 1861. 2. Major 1863-04-14. StkItS:tMLO 1863-09-14. Överstelöjtnant och 1. major 1863-11-17. RRS:tAO1kl 1865-10-00. Överste och sekundchef för livregementets dragonkår 1869-04-23. KmstkNO 1869-04-23. TMO2kl 1869. Tjänstfri vid hovet 1869-12-31. KSO1kl 1878-07-06. Avsked ur krigstjänsten 1881-05-06. Död 1896-12-29 i Stockholm.[119]

## UnderSlesvig-holsteinska kriget[120]
- August Silverstolpe, underlöjtnant vid Dalregementet, erhöll medaljen i guld samt blev även Riddare av Dannebrogsorden[121]
- Christer Fredrik Abrahamsson, sekundlöjtnant 3:e Danska Jägarkåren, erhöll medaljen i silver samt blev även Riddare av Dannebrogsorden
- Sven Adolf Fredrik Blomqvist, menig 6:e Danska linjebataljonen, erhöll medaljen i silver samt blev även Riddare av Dannebrogsorden
- Anders Gustaf Hellstrand, sergeant vid Svea artilleriregemente, erhöll medaljen i silver
- Emanuell Kastengren, furir vid Norra skånska infanteriregementet, erhöll medaljen i silver samt blev även Riddare av Dannebrogsorden
- Henrik Maximilian Kilman, löjtnant vid Bohusläns regemente, erhöll medaljen i silver samt blev även Riddare av Dannebrogsorden
- Berndt Salomon Lind, löjtnant Upplands regemente, erhöll medaljen i silver samt blev även Riddare av Dannebrogsorden
- Peter Lindwall, furir vid Norra skånska infanteriregementet, erhöll medaljen i silver
- George Wilhelm Schmiterlöw, löjtnant Skaraborgs regemente, erhöll medaljen i guld samt blev även Riddare av Dannebrogsorden
- Peter Axel Sjögren, sergeant 2:a Danska Lätta Bataljonen, erhöll medaljen i silver samt blev även Riddare av Dannebrogsorden
- Carl Gustaf Ölander, sergeant Södermanlands regemente, erhöll medaljen i silver samt blev även Riddare av Dannebrogsorden
- Polycarpus Henrik Fredrik Öman, underlöjtnant Västerbottens fältjägarkår, erhöll medaljen i guld samt blev även Riddare av Dannebrogsorden

## Andra italienska frihetskriget
- Johan Fredrik Lilliehöök af Fårdala[122] Erhöll tapperhetsmedaljen i guld den 23 oktober 1860.

## UnderAmerikanska inbördeskriget

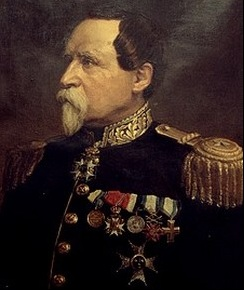
Ernst Mathias Peter von Vegesack

- Ernst Mattias Peter von Vegesack, deltog i nordstatsarmén 1861-1865. Erhöll tapperhetsmedalj i guld.[123].
- Axel Arvid Leatz, deltog i nordstatsarmén 1863-1865. Erhöll 1866 tapperhetsmedaljen i guld.[123]
- Charles Nikolaus Conrad Hamberg, deltog i nordstatsarmén 1864-1868. Erhöll 1870 tapperhetsmedaljen i guld.
- Carl August Rossander, deltog i nordstatsarmén 1861-1863 och 1866-1868. Erhöll tapperhetsmedaljen i guld.[123]
- Jacob Cederström, deltog i nordstatsarmén. Erhöll tapperhetsmedaljen i guld.
- Adolf Carlsson Warberg, deltog i nordstatsarmén. Erhöll tapperhetsmedaljen i guld.[123]
- Hjalmar Andersson, deltog i nordstatsarmén 1861-1864. Erhöll tapperhetsmedaljen i guld.[123]
- Oscar Hultman, deltog i nordstatsarmén 1861-1862. Erhöll tapperhetsmedaljen i guld.[123]

## UnderDen franska interventionen i Mexico
- Carl Wilhelm Ericson. Erhöll 1864 tapperhetsmedalj i guld.[124]
- Gustaf Anton Bråkenhielm. Erhöll 1866 tapperhetsmedalj i guld.[125]

## UnderFransk-tyska kriget
- A.E. Rappe, erhöll guldmedalj för tapperhet i fält.[118]

## I tjänst förKongostaten

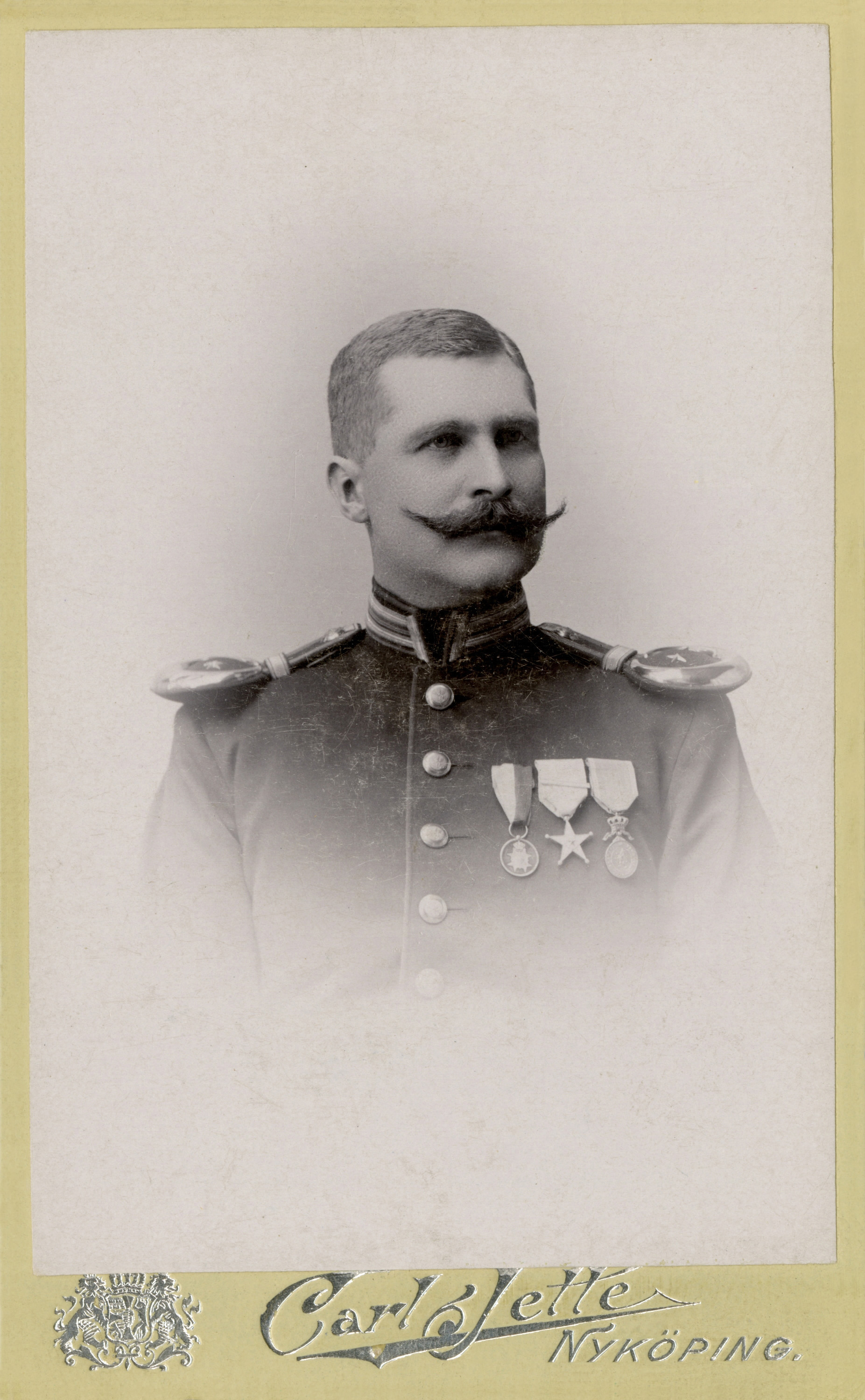
Axel Svinhufvud

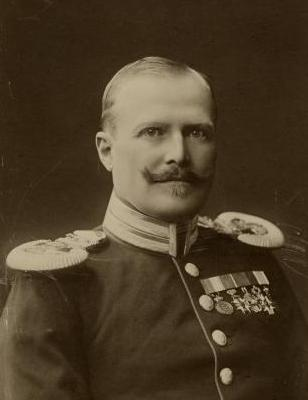
Ernest Hjalmar Leonard Adlerstråhle.

- Axel Svinhufvud, erhöll guldmedalj för tapperhet i fält.[118][126]
- Ernest Adlerstråhle (född 1870, död 15 juni 1911), erhöll guldmedalj 1 december 1899[118][127]

## UnderAndra boerkriget
- Arvid Wester, erhöll guldmedalj för tapperhet i fält 8 augusti 1900[128]
- Erik Stålberg, erhöll guldmedalj för tapperhet i fält 1904[129][130]
- Hjalmar Pettersson-Janek, erhöll silvermedalj för tapperhet i fält 1906 [131]

## Svenskar vidPersiska gendarmeriet
Fem medaljer delades ut till svenskar som tjänstgjort i Persien.
- Boris Möller, major, erhöll guldmedalj för tapperhet i fält 1914[132] Sveriges sist levande mottagare av medaljen. Möller hade sårad, jagat iväg 80 rövare under strid i Persien.[133]
- Hugo Oskar Skjöldebrand, erhöll guldmedalj för tapperhet i fält 1914[134]
- Tor Harald Lundberg, erhöll guldmedalj för tapperhet i fält 1914[135]
- Per Ludvig Nyström, erhöll guldmedalj för tapperhet i fält 1914[135]
- Ernst Konrad Nikolaus Hill, erhöll guldmedalj för tapperhet i fält 1 oktober 1915[136][137]

## Utan angivelse av krig

### Guld
- Kapten Carl Gustaf Allström vid Svea Livgardes regemente
- Dragon Börje Bergman vid Östra härads kompani av Smålands dragonregemente tilldelades medaljen 1803 (dessutom innehar han För tapperhet till sjöss).[138]
- Adolph Blûm, överste, postmästare, RSO, GMtf.  född 1785-05-03 Vehaks, död 1864-05-11 i Linköping.[139]
- Anders Otto, född 1786-04-14 i Tavastehus. Sergeant vid Savolaks jägarregemente 1796 175. Kadett på Haapaniemi 1799-11-16. Utexaminerad 1803. Fänrik vid Björneborgs regementes rusthållsbataljon 1804-12-20. Placerad fänrik vid dalregementet 1810-06-19. Löjtnant i armén 1810-06-19. GMtf. Löjtnant vid dalregementet 1811-11-05. 2. Kapten 1812-07-14. Stabskapten 1815-01-31. Kapten och regementskvartermästare 1815-06-20. Majors avsked 1818-01-27. Död ogift 1826-12-05 i Tavastehus. Han bevistade finska kriget 1808–1809 och norska fälttåget 1813–1814.[140]
- Gustaf Adolf Ehrenström, född 1793-04-15 Uppsala. Rustmästare vid Upplands regemente 1808-03-03. Officersexamen 1809-11-06. Furir vid nämnda regemente 1816-10-04. Sergeant därst. 1817-05-16. Fanjunkare i regementet 1818-04-24. Fanjunkare vid regementet 1834-04-12. RRS:tGO5kl. SMtf. Död 1851-03-28 Norrhammar.[141]
- Carl Magnus Gumælius, kapten vid Svea artilleriregemente SMtf,född 1787-01-04 i Södermanland, död 1832-03-05.[142]
- Gustaf Abraham Gyllenhaal, född 1791-01-07 Höberg. Kadett vid Karlberg 1805-09-30. Avgången från krigsakademien 1807-10-01. Fältväbel vid Skaraborgs regemente 1808-09-08. Fänrik därst. s. å. 22/9. GMtf. Löjtnant 1814-06-07. Kapten 1818-04-04. Avsked 1834-06-07. CXIVJoh:s medalj 1855. Död 1868-09-19 Myran.[143]
- Johan Abraham Norring, född 1786-07-09 död 1869-11-11 i Kröntorpe, underlöjtnant vid Kronobergs regemente, svärdsman, innehavaren av SMtf och CXIV Joh:s medalj.[144]
- Adolf Nils Carl Mörner af Morlanda, född 1849-05-16 Björksund. Mogenhetsexamen 1872. Ordinarie elev vid Ultuna lantbruksinstitut s. å. Utexaminerad 1874. Landstingsman i Östergötlands län. RVO 1903-12-01. GMtf 1912-03-22 KVO2kl 1914-09-30. Död 1926-06-12 på sin egendom Herrborum i S:t Anna socken, Östergötlands län.[145]
- Carl Axel von Rosen, född 1790-01-31 i Malmö. Student i Lund 1800 (At (P). Kadett vid Karlberg 1804-10-16. Kvartermästare 1807-11-11. Avgången från krigsakademien 1807-12-29. Kornett vid skånska karabinjärregementet 1808-03-20. Löjtnant vid skånska karabinjärregementet 1813-10-22. Kavaljer hos hertigen av Södermanland 1816-01. Ryttmästare i generalstaben 1816-04-23 och vid regementet 1817-03-18. RSO 1818-05-20. GMtf. RRS:tVlO4kl. RPrOPlemér4kl. Major i generalstaben 1821-03-14. Ryttmästare vid skånska dragonregementet 1821-12-18. 3. Major vid dalregementet 1822-12-20. Kammarherre hos kronprinsen 1823-05-20. Avsked från dalregementet 1825-02-08 med tillstånd att kvarstå såsom major i generalstaben. Överstelöjtnant i generalstaben 1825-02-08. Död 1841-08-01 i Stockholm och begraven på Nya kyrkogården. Han bevistade kampanjen i Västerbotten 1809 och därunder affärerna vid Sävar och Ratan samt hela kriget i Tyskland och Norge 1813 och 1814, då han deltog i flera bataljer såsom vid Grossbeeren, Leipzig, där han fick tre hästar sig undanskjutna, samt Bornhöft, ävensom åtskilliga träffningar i Champagne mellan fransmännens och de allierades kavallerikårer.[146]

### Silver
Carl Gustaf Nylander,  född 1788-04-23 i Klockrike socken, Östergötlands län (källa: Vinnerstad AI:2 s.170, AID: v27387.b93.s170); fänrik vid Östgöta lantvärn 1808-04-28 och i armén 1810-09-18; furir vid Kungliga Första livgrenadjärregementets rotehållsfördelning 1813-05-17; sergeants karaktär 1817; fältväbels karaktär 1820-06-24; förares indelning 1826-01-28; 2:e sergeant 1833-06-11; fanjunkare 1847-07-31; avsked 1850-01-21; underlöjtnant i armén 1853; SMtf